# Karwendel
Das Karwendel ist eine Gebirgsgruppe der Nördlichen Kalkalpen. Es liegt zum größeren Teil (rund 80 %) in Tirol, zum kleineren in Bayern; die Grenze verläuft über die Nördliche Karwendelkette und durch das Vorkarwendel. Vier große Gebirgsketten ziehen sich von West nach Ost; hinzu kommen zahlreiche Seitenketten und -gruppen und nach Norden ein weitläufiges Vorgebirge. Seinen Namen trägt das Karwendel nach dem altdeutschen Familiennamen Gerwentil, erstmals 1280 erwähnt, der ursprünglich nur auf das Karwendeltal bei Scharnitz beschränkt war. Hermann von Barth dehnte den Begriff im Zuge der Alpenerschließung im 19. Jahrhundert auf das gesamte Gebiet aus.

## Umgrenzung und Ausdehnung
Im Westen wird das Karwendel durch den Seefelder Sattel und einen Teil des Isartals begrenzt, im Norden durch den Isarwinkel mit dem Sylvensteinspeicher und das untere Achental, im Osten durch das obere Achental mit dem Achensee und im Süden durch das Inntal. Bedeutende Orte sind im Westen Seefeld in Tirol und Mittenwald, im Osten Pertisau und im Süden Innsbruck. Von Ost nach West hat das Gebirge eine Ausdehnung von etwa 45, von Nord nach Süd von knapp 30 Kilometern.

## Gliederung
Hermann von Barth, der Erschließer des Karwendels, begründete die Tradition der Benennung der Ketten nach den Tälern, die sie im Süden begrenzen: Karwendeltal, Hinterautal und Vomper Loch, Gleirschtal und Halltal, Inntal:
- Nördliche Karwendelkette
- Hinterautal-Vomper-Kette (auch Karwendelhauptkette)
- Gleirsch-Halltal-Kette
- Inntalkette (die südlichste Karwendelkette, aus Innsbrucker Sicht und im allgemeinen Sprachgebrauch nur Nordkette genannt)

Seitengruppen sind: Erlspitzgruppe, Soierngruppe, Vorkarwendel, Falken-, Gamsjoch- und Sonnjochgruppe sowie die Rauer Knöll-Verzweigung im Südosten des Karwendels.

### Einteilung nach SOIUSA
Das Karwendel wird nach SOIUSA in zwei Obergruppen und acht Gruppen aufgeteilt.
- Karwendelmassiv (A)
  - Erlspitzgruppe (A.1)
  - Inntalkette (A.2)
  - Gleirsch-Halltal-Kette (A.3)
  - Hinterautal-Vomper-Kette (A.4)
  - Karwendelkette (A.5)
  - Falken-Gamsjoch-Sonnjoch-Massiv (A.6)
    - Falkengruppe (A.6.a)
    - Gamsjochgruppe (A.6.b)
    - Sonnjoch Gruppe (A.6.c)

  - Rauer-Knöll-Verzweigung (A.7)
- Risser Berge (B)
  - Soierngruppe (B.8)
  - Vorkarwendel (B.9)
    - Montschein-Schafreuter-Kette (B.9.a)
    - Schrecken-Juifen-Kette (B.9.b)

### Gipfel
Es gibt im Karwendel 125 Gipfel, die eine Höhe von über 2000 m ü. A. erreichen. Hier ein Auszug der wichtigsten Gipfel:
| - Birkkarspitze (2749 m ü. A.), (höchster Gipfel der) Hinterautal-Vomper-Kette - Mittlere Ödkarspitze (2745 m ü. A.), Hinterautal-Vomper-Kette - Kaltwasserkarspitze (2733 m ü. A.), Hinterautal-Vomper-Kette - Großer Bettelwurf (2726 m ü. A.), (höchster Gipfel der) Gleirsch-Halltal-Kette - Großer Lafatscher (2696 m ü. A.), Gleirsch-Halltal-Kette - Große Seekarspitze (2677 m ü. A.), Hinterautal-Vomper-Kette - Roßkopf (2670 m ü. A.), Gleirsch-Halltal-Kette - Hintere Bachofenspitze (2668 m ü. A.), Gleirsch-Halltal-Kette - Südliche Sonnenspitze (2668 m ü. A.), Hinterautal-Vomper-Kette - Grubenkarspitze (2663 m ü. A.), Hinterautal-Vomper-Kette - Vordere Bachofenspitze (2663 m ü. A.), Gleirsch-Halltal-Kette - Nördliche Sonnenspitze (2650 m ü. A.), Hinterautal-Vomper-Kette - Westliche Praxmarerkarspitze (2642 m ü. A.), Gleirsch-Halltal-Kette - Kleiner Solstein (2637 m ü. A.), (höchster Gipfel der) Nordkette - Östliche Praxmarerkarspitze (2638 m ü. A.), Gleirsch-Halltal-Kette - Kleiner Lafatscher (2636 m ü. A.), Gleirsch-Halltal-Kette - Speckkarspitze (2621 m ü. A.), Gleirsch-Halltal-Kette - Rauhkarlspitze (2619 m ü. A.), Hinterautal-Vomper-Kette - Jägerkarspitzen (2608 m ü. A.), Gleirsch-Halltal-Kette - Dreizinkenspitze (2603 m ü. A.), Hinterautal-Vomper-Kette - Gamskarspitze (2601 m ü. A.), Hinterautal-Vomper-Kette - Hintere Brandjochspitze (2599 m ü. A.), Nordkette - Hohe Warte (2597 m ü. A.), Nordkette - Bockkarspitze (2589 m ü. A.), Hinterautal-Vomper-Kette - Breitgrieskarspitze (2590 m ü. A.), Hinterautal-Vomper-Kette - Laliderer Spitze (2588 m ü. A.), Hinterautal-Vomper-Kette - Kaskarspitze (2580 m ü. A.), Gleirsch-Halltal-Kette - Sonntagkarspitze (2575 m ü. A.), Gleirsch-Halltal-Kette - Pleisenspitze (2569 m ü. A.), Hinterautal-Vomper-Kette - Vordere Brandjochspitze (2559 m ü. A.), Nordkette - Hochnissl (2547 m ü. A.), Hinterautal-Vomper-Kette - Stempeljochspitze (2543 m ü. A.), Gleirsch-Halltal-Kette - Larchetkarspitze (2541 m ü. A.), Hinterautal-Vomper-Kette - Großer Solstein (2541 m ü. A.), Nordkette - Östliche Karwendelspitze (2537 m ü. A.), (höchster Gipfel der) Nördliche Karwendelkette - Moserkarspitze (2533 m ü. A.), Hinterautal-Vomper-Kette - Vogelkarspitze (2522 m ü. A.), Nördliche Karwendelkette - Lamsenspitze (2508 m ü. A.), Hinterautal-Vomper-Kette - Hoher Gleirsch (2492 m ü. A.), Gleirsch-Halltal-Kette - Hochkarspitze (2482 m ü. A.), Nördliche Karwendelkette | - Wörner (2474 m ü. A.), Nördliche Karwendelkette - Grabenkarspitze (2471 m ü. A.), Nördliche Karwendelkette - Kühkarlspitze (2464 m ü. A.), Hinterautal-Vomper-Kette - Sonnjoch (2457 m ü. A.), (höchster Gipfel der) Sonnjochgruppe - Gamsjoch (2452 m ü. A.), (höchster Gipfel der) Gamsjochgruppe - Laliderer Falk (2427 m ü. A.), (höchster Gipfel der) Falkengruppe - Lackenkarkopf (2416 m ü. A.), Nördliche Karwendelkette - Risser Falk (2413 m ü. A.), Falkengruppe - Erlspitze (2405 m ü. A.), (höchster Gipfel der) Erlspitzgruppe - Kuhkopf (2399 m ü. A.), Nördliche Karwendelkette - Westliche Karwendelspitze (2385 m ü. A.), Nördliche Karwendelkette - Steinfalk (2347 m ü. A.), Falkengruppe - Hafelekarspitze (2334 m ü. A.), Nordkette - Freiungspitzen, Westgipfel (2332 m ü. A.), Erlspitzgruppe - Rotwandlspitze (2322 m ü. A.), Hinterautal-Vomper-Kette - Sunntigerspitze (2321 m ü. A.), Hinterautal-Vomper-Kette - Schaufelspitze (2306 m ü. A.), Sonnjochgruppe - Rauer Knöll (2278 m ü. A.), (höchster Gipfel der) Rauer Knöll-Verzweigung - Frau Hitt (2270 m ü. A.), Nordkette - Bettlerkarspitze (2268 m ü. A.), Sonnjochgruppe - Soiernspitze (2257 m ü. NHN), (höchster Gipfel der) Soierngruppe - Hundskopf (2243 m ü. A.), Gleirsch-Halltal-Kette - Rappenspitze (2223 m ü. A.), Rauer Knöll-Verzweigung - Reither Spitze (2374 m ü. A.), Erlspitzgruppe - Hochalmkreuz (2192 m ü. A.), Hinterautal-Vomper-Kette - Brunnensteinspitze (2180 m ü. A.), Nördliche Karwendelkette - Krapfenkarspitze (2109 m ü. NHN), Soierngruppe - Montscheinspitze (2106 m ü. A.), (höchster Gipfel des) Vorkarwendel - Schafreuter (2102 m ü. A.), Vorkarwendel - Mahnkopf (2094 m ü. A.), Falkengruppe - Viererspitze (2054 m ü. NHN), Nördliche Karwendelkette - Fleischbank (2026 m ü. A.), Vorkarwendel - Grasberg (2020 m ü. A.), Vorkarwendel - Torkopf (2014 m ü. A.), Nördliche Karwendelkette - Hölzelstaljoch (2012 m ü. A.), Vorkarwendel - Kompar (2011 m ü. A.), Vorkarwendel - Bärenkopf (1991 m ü. A.), Rauer Knöll-Verzweigung - Juifen (1988 m ü. A.), Vorkarwendel - Demeljoch (1924 m ü. A.), Vorkarwendel |

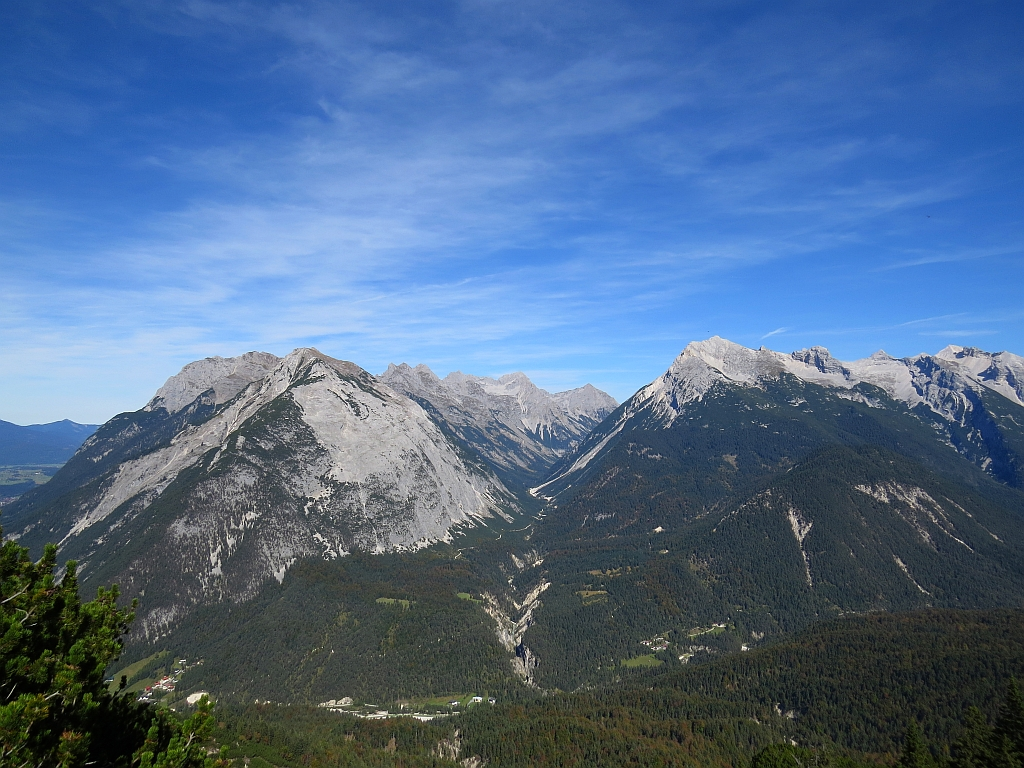
Ausblick vom Zäunlkopf auf die Nördliche Karwendelkette und die Hinterautal-Vomper-Kette
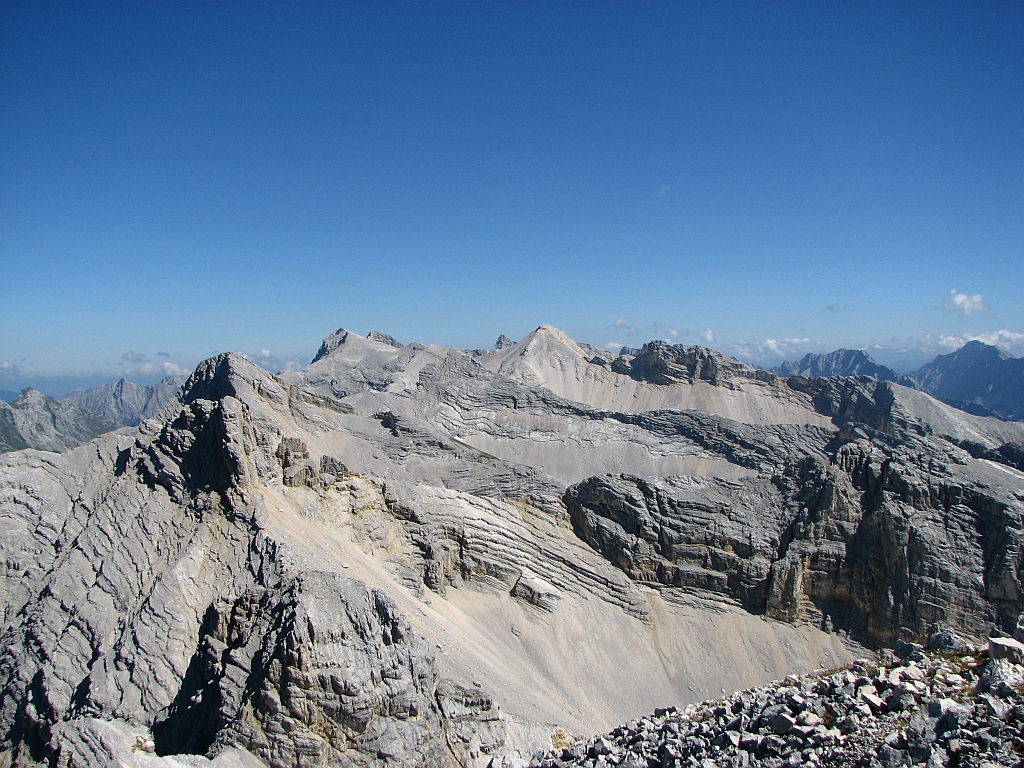
Die Hinterautal-Vomper-Kette von der Pleisenspitze, dem westlichsten Gipfel der Bergkette
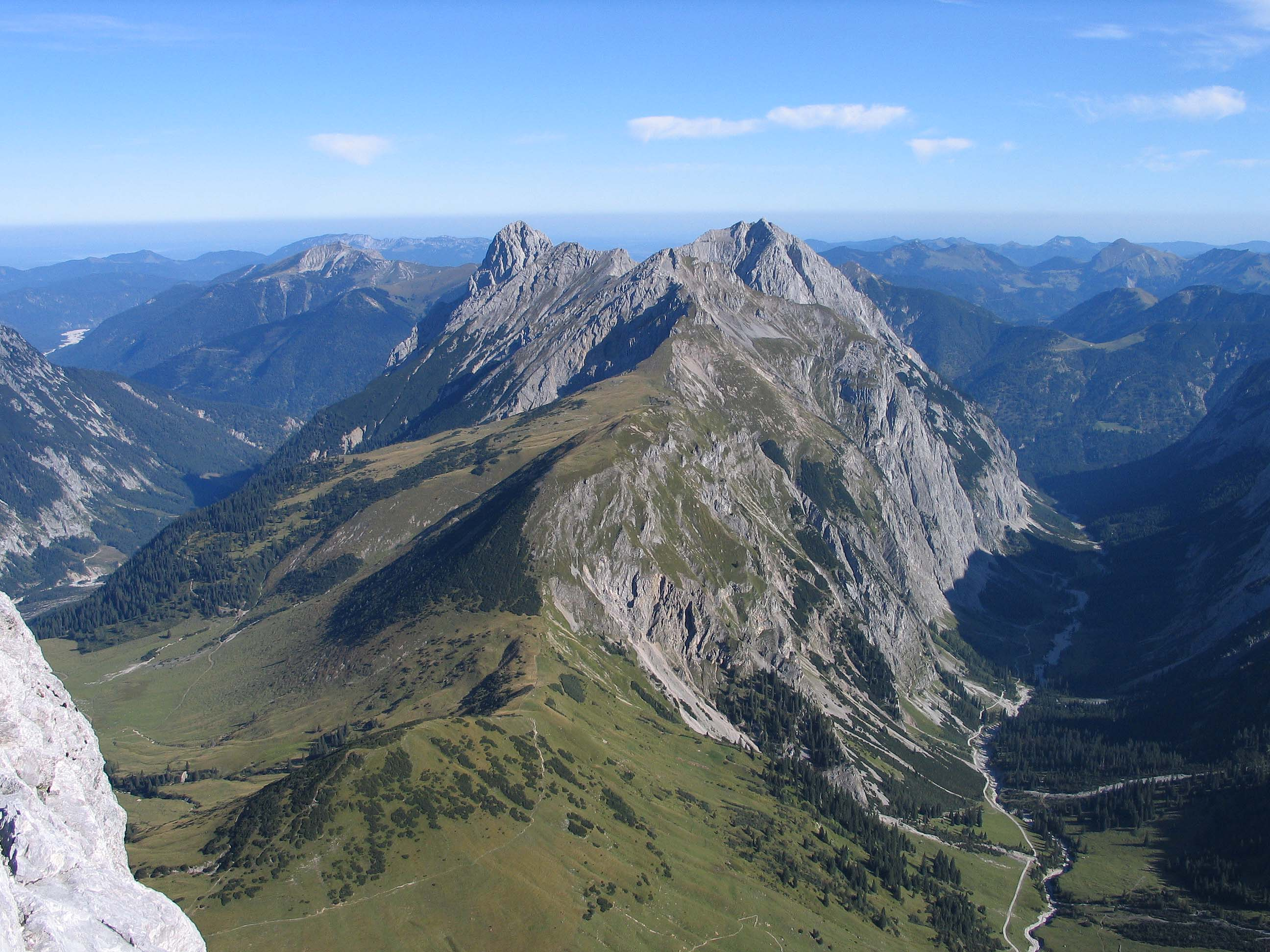
Die Falkengruppe von Süden, rechts das Laliderer Tal, links das Johannestal
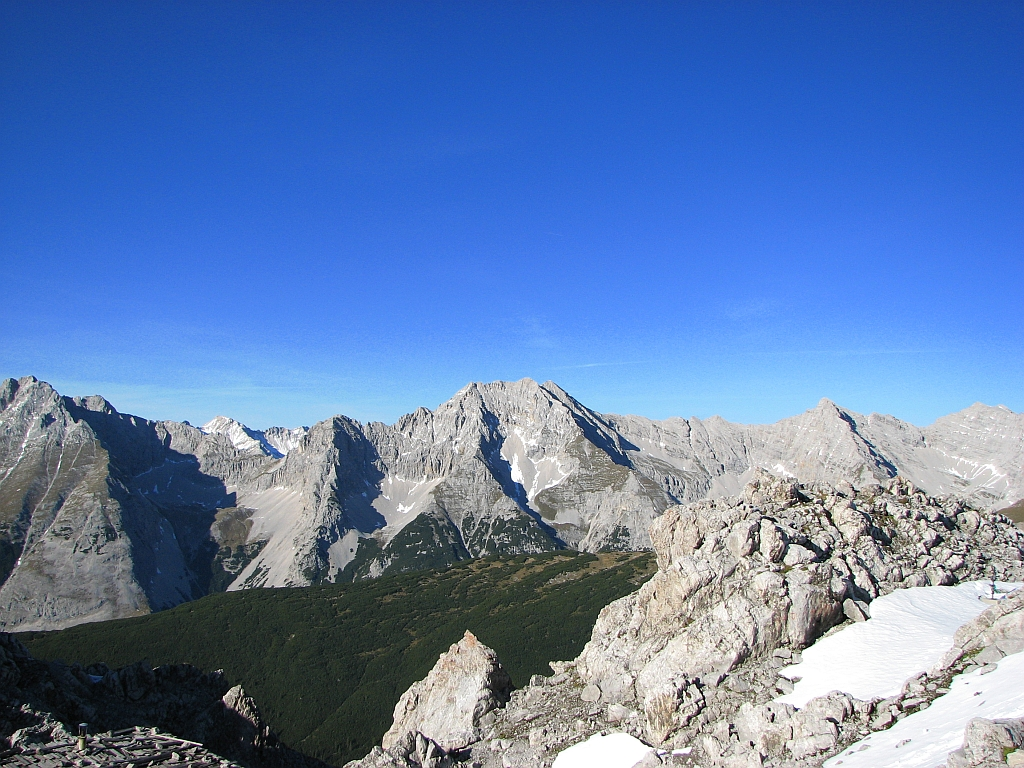
Die Praxmarerkarspitzen in der Gleirsch-Halltal-Kette von der Nordkette
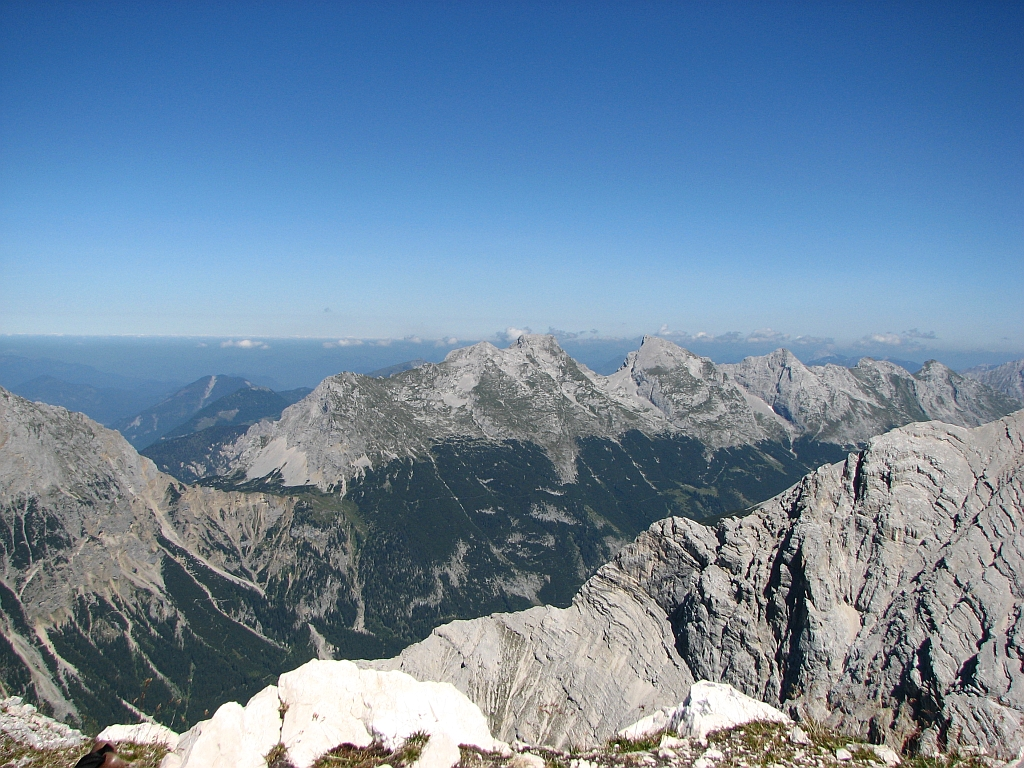
Die Nördliche Karwendelkette östlich des Bäralpls von der Pleisenspitze (Hinterautal-Vomper-Kette)

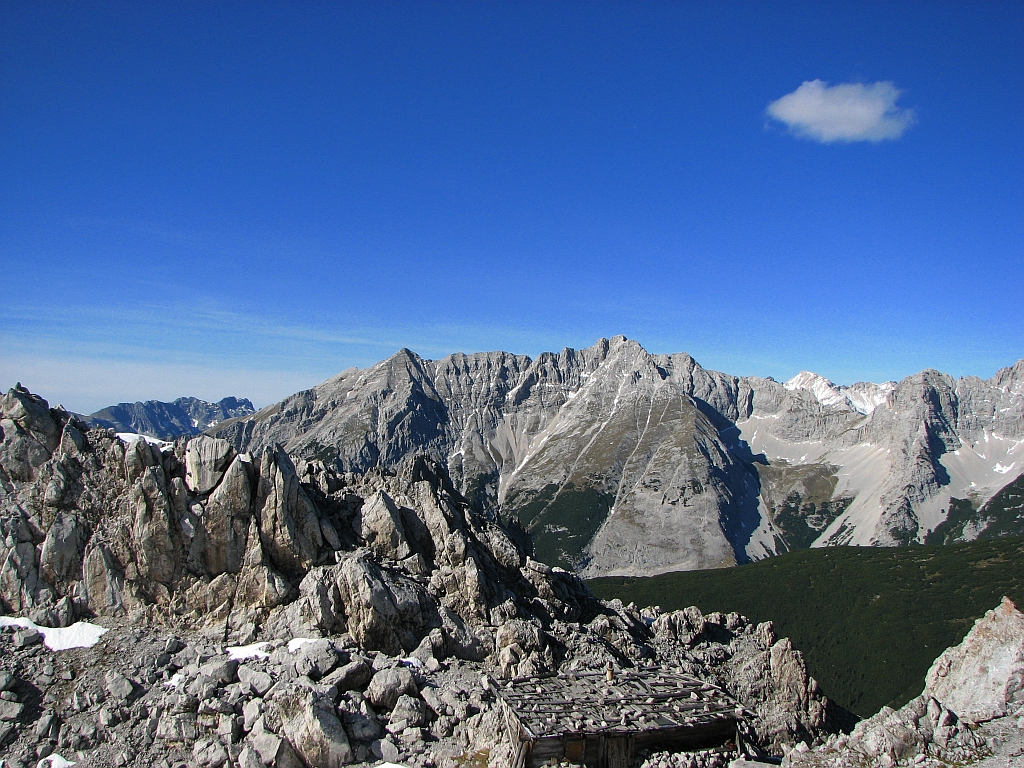
Der Barthgrat zwischen Großem Katzenkopf und Mittlerer Jägerkarspitze in der Gleirsch-Halltal-Kette, benannt nach Hermann von Barth
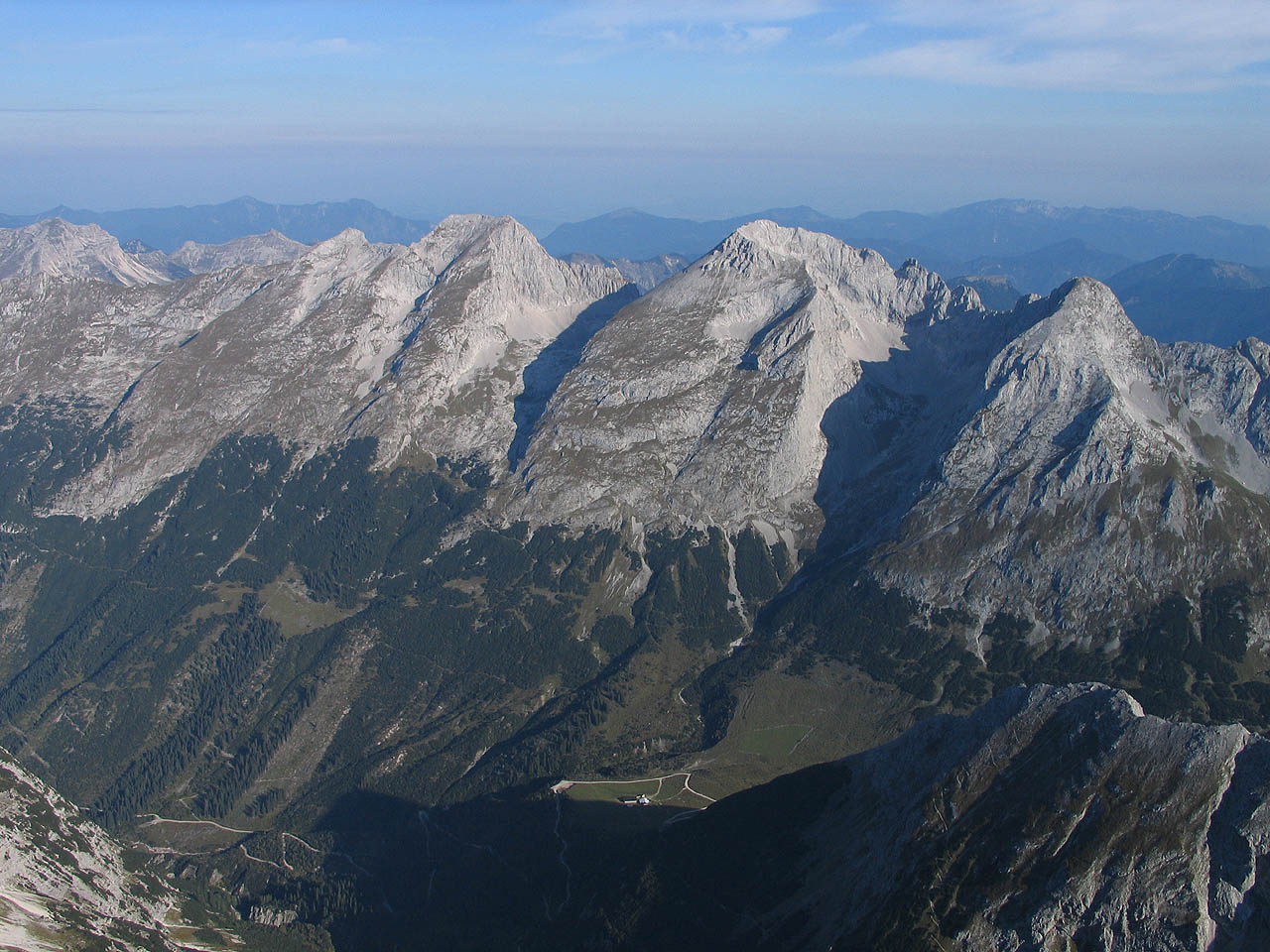
Vogelkarspitze, Östliche Karwendelspitze, Grabenkar und Grabenkarspitze (ganz rechts) von Süden
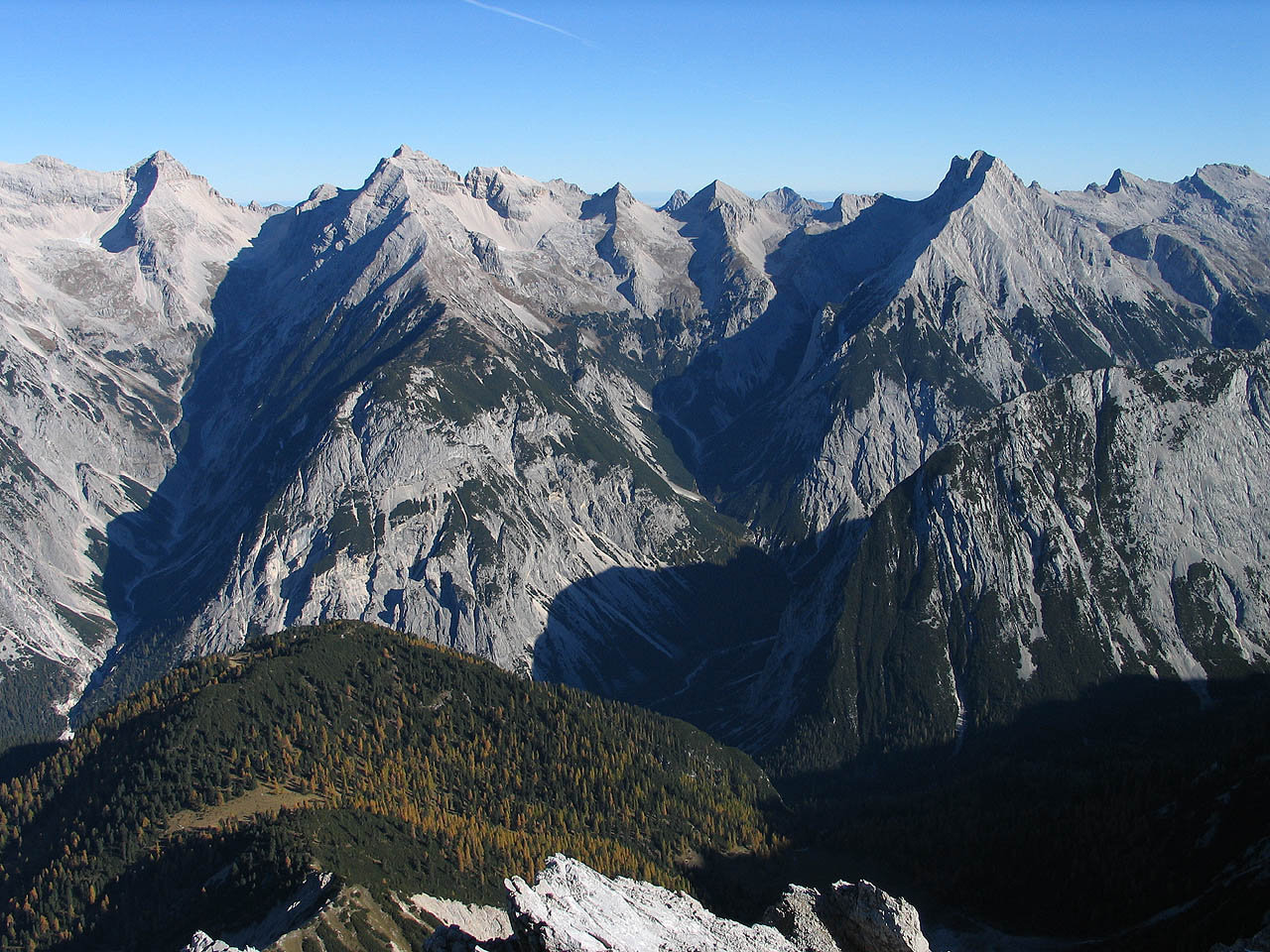
Der Mittelteil der Hinterautal-Vomper-Kette von der Östlichen Ödkarspitze bis zur Laliderer Spitze von Süden
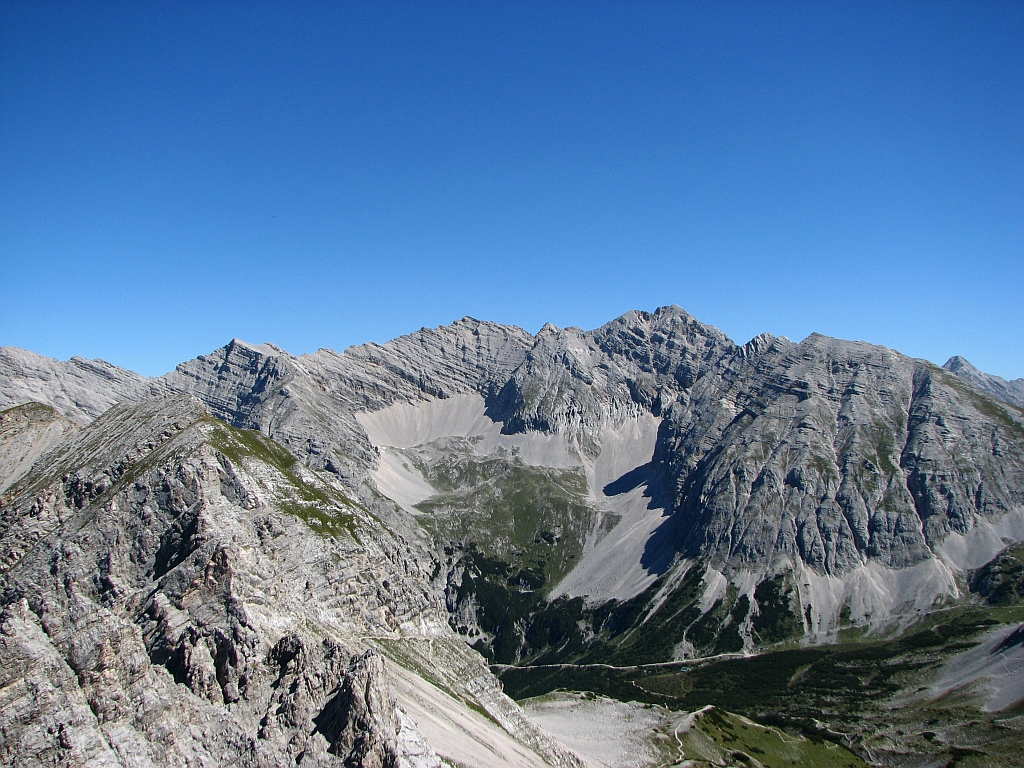
Das Sonntagkar in der Gleirsch-Halltal-Kette von der Mandlspitze (Nordkette)
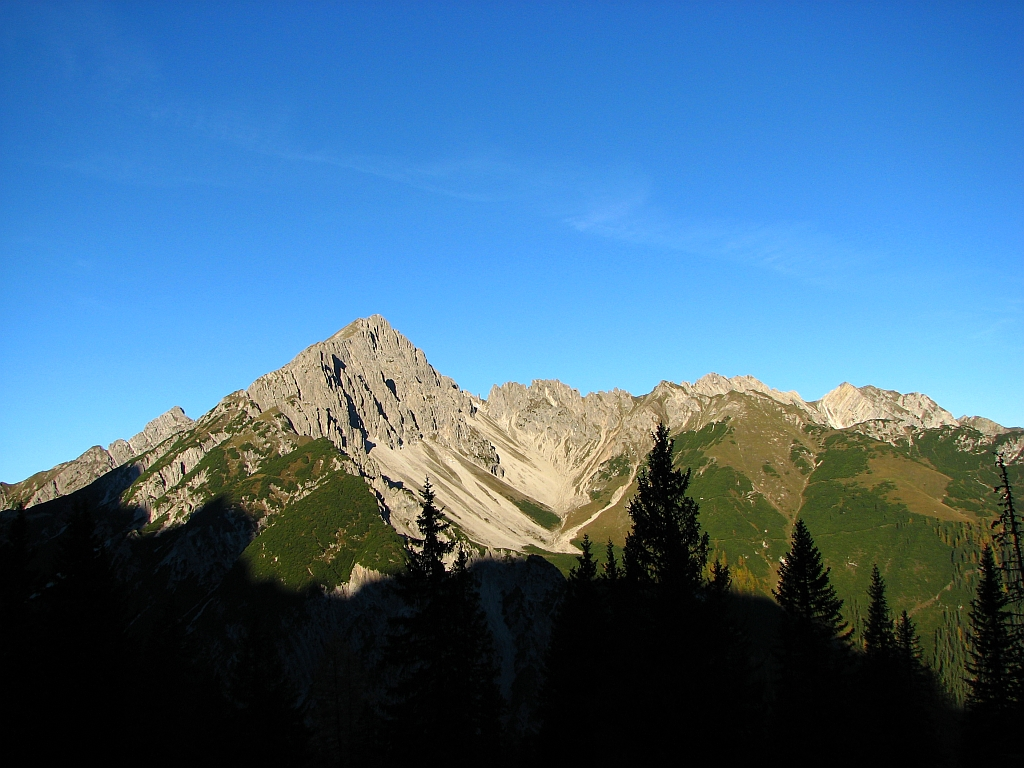
Die Erlspitze ist der höchste Gipfel der Erlspitzgruppe, der westlichsten Seitengruppe im Karwendel

### Benachbarte Gebirgsgruppen
Das Karwendel grenzt an die folgenden anderen Gebirgsgruppen der Alpen:
- Bayerische Voralpen (im Norden)
- Brandenberger Alpen (im Osten)
- Tuxer Alpen (im Süden)
- Stubaier Alpen (im Südwesten)
- Mieminger Gebirge (im Westen)
- Wettersteingebirge (im Westen)

## Geologie
Das Karwendel besteht aus Wettersteinkalk und Dolomit (letzterer insbesondere in der Erlspitzgruppe). Die vier Hauptketten sind aus mächtigen Kalkbänken aufgebaut, die durch die geologische Auffaltung nach Süden geneigt sind. Der charakteristische Bau des Karwendels ist in den Laliderer Wänden in der mittleren Hinterautal-Vomper-Kette besonders gut zu erkennen. Die Bruchkanten der Auffaltung bilden senkrechte bis zu 1.000 Meter hohe Wände auf der Nordseite, aus der sanfteren Südseite haben die Gletscher der vergangenen Glaziale weite Kare ausgefräst, die durch mächtige Grate voneinander getrennt werden.

## Gewässer
Der einzige, sehr kleine Gletscher im Karwendel befindet sich in der Hinterautal-Vomper-Kette nördlich unterhalb der Eiskarlspitze in den Eiskarln.
Das Karwendelgebiet wird mit Ausnahme seiner Außenseiten nach Westen und Norden entwässert. Im Hinterautal zwischen der Hinterautal-Vomper-Kette und der Gleirsch-Halltal-Kette entspringt die Isar, in den benachbarten Paralleltälern deren Zuflüsse Gleirschbach (links) und Karwendelbach (rechts). Auch die beiden nächstgrößten Gewässer im Karwendel münden in die Isar: Das Einzugsgebiet des Rißbachs, dessen Wasser auf der bayerischen Seite durch den rund sieben Kilometer langen Rißbachstollen dem Kraftwerk Niedernach zugeführt und dann in den Walchensee geleitet wird, umfasst vor allem die Nordseite des Hauptmassivs und die Soierngruppe. Nordöstlich davon entwässert die Dürrach das Vorkarwendel. Die Bäche auf der Ostseite des Gebirges fließen in den Achensee (Pletzach mit dem Falzthurnbach und der Oberaubach) und dessen natürlichen Ablauf, den Isarzufluss Seeache (Unteraubach, Dollmannsbach). Der einzige nennenswerte natürliche Innzufluss ist der Vomper Bach im Südosten.
Insgesamt weist das Isar-Flusssystem, insbesondere auf der Tiroler Seite im Naturpark Karwendel, für mitteleuropäische Verhältnisse einen sehr hohen Natürlichkeitsgrad auf. Naturkundlich besonders interessant sind der Rißbach von den Hagelhütten bis zur Staatsgrenze und die Obere Isar im Hinterautal. Dort finden sich auch die typischen Tier- und Pflanzenarten wie die Deutsche Tamariske, die Gefleckte Schnarrschrecke oder der Flussuferläufer. Der zweite typische Kiesbankbrüter, der Flussregenpfeifer, kommt nur zwischen Wallgau und Sylvensteinspeicher vor.

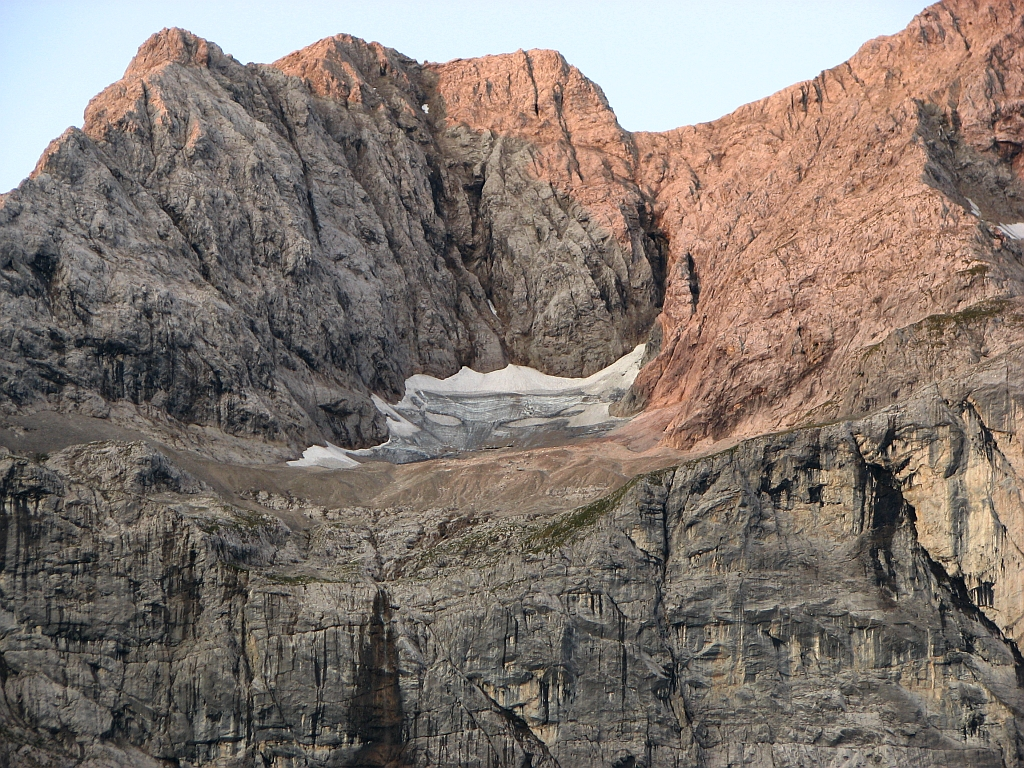
Der kleine Gletscher in den Eiskarln unterhalb der Eiskarlspitze
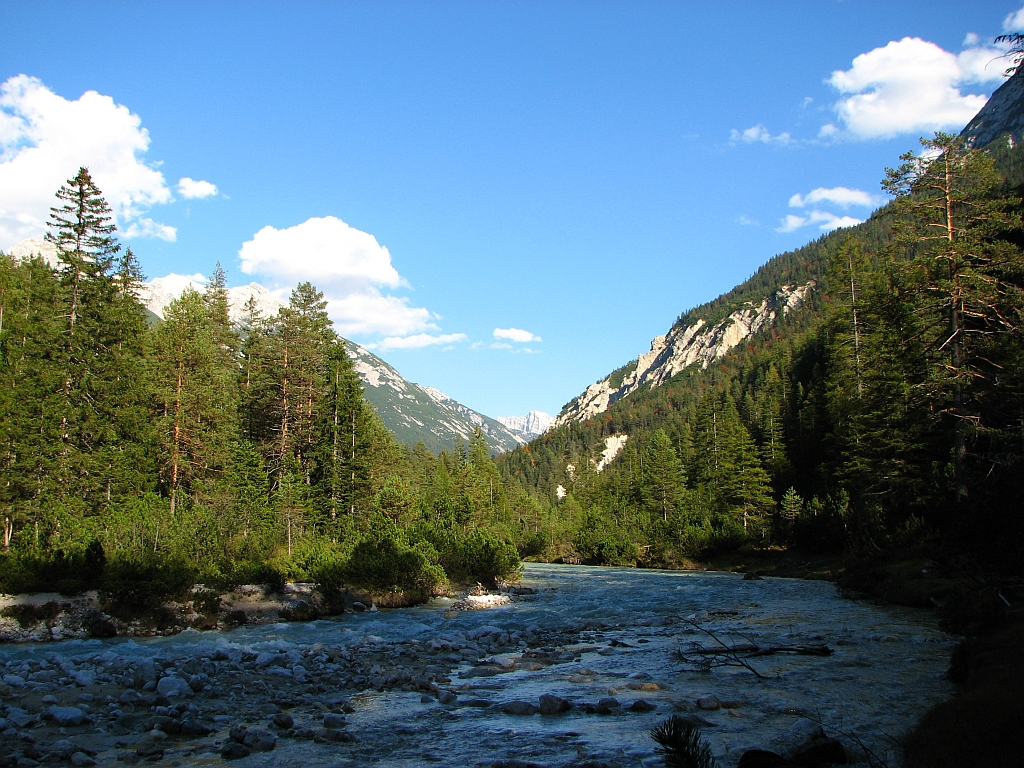
Die Isar im Hinterautal wenige Kilometer vor Scharnitz
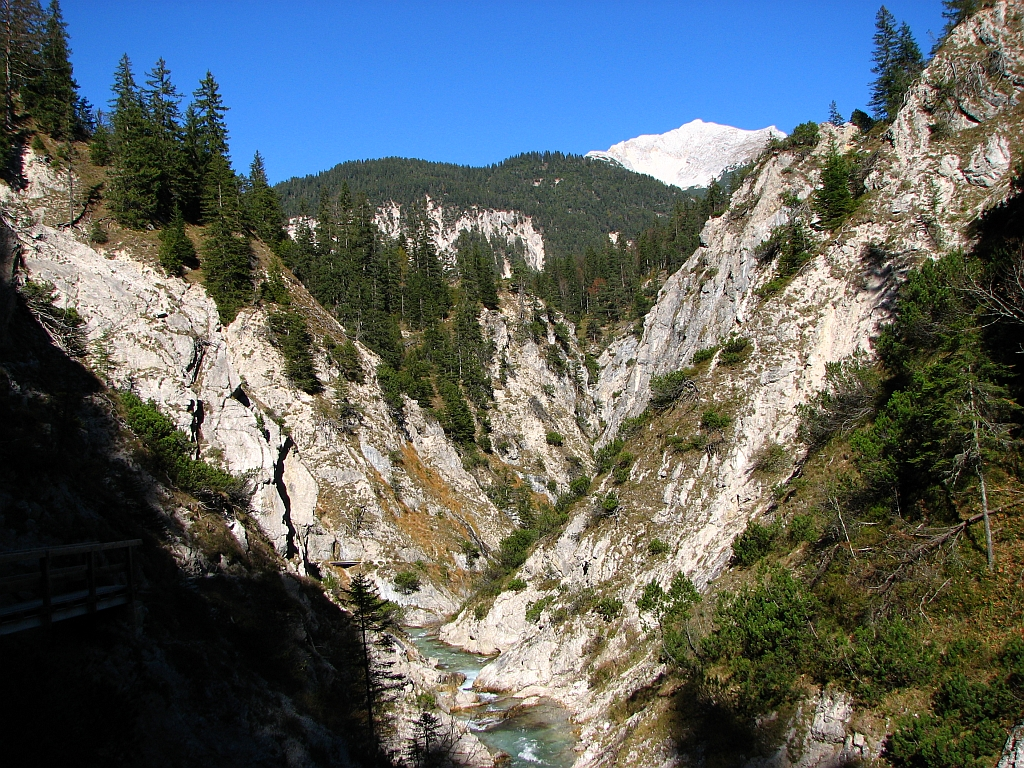
Der Gleirschbach in der Gleirschklamm
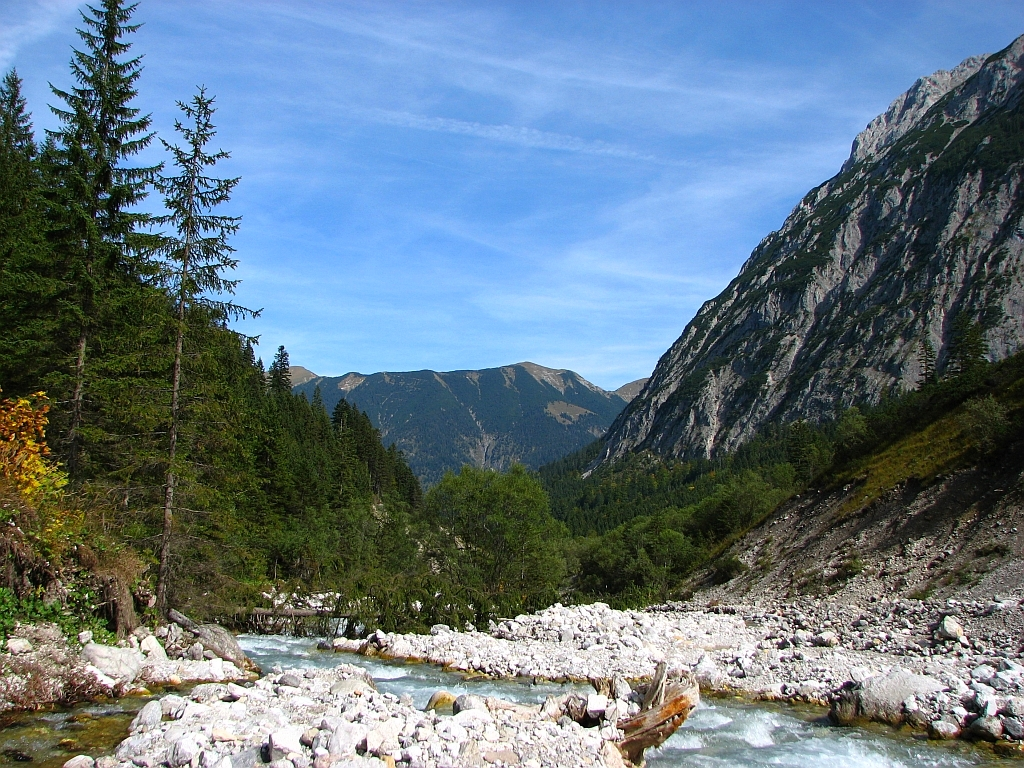
Der Johannesbach im Johannestal, Blickrichtung Norden zum Vorkarwendel
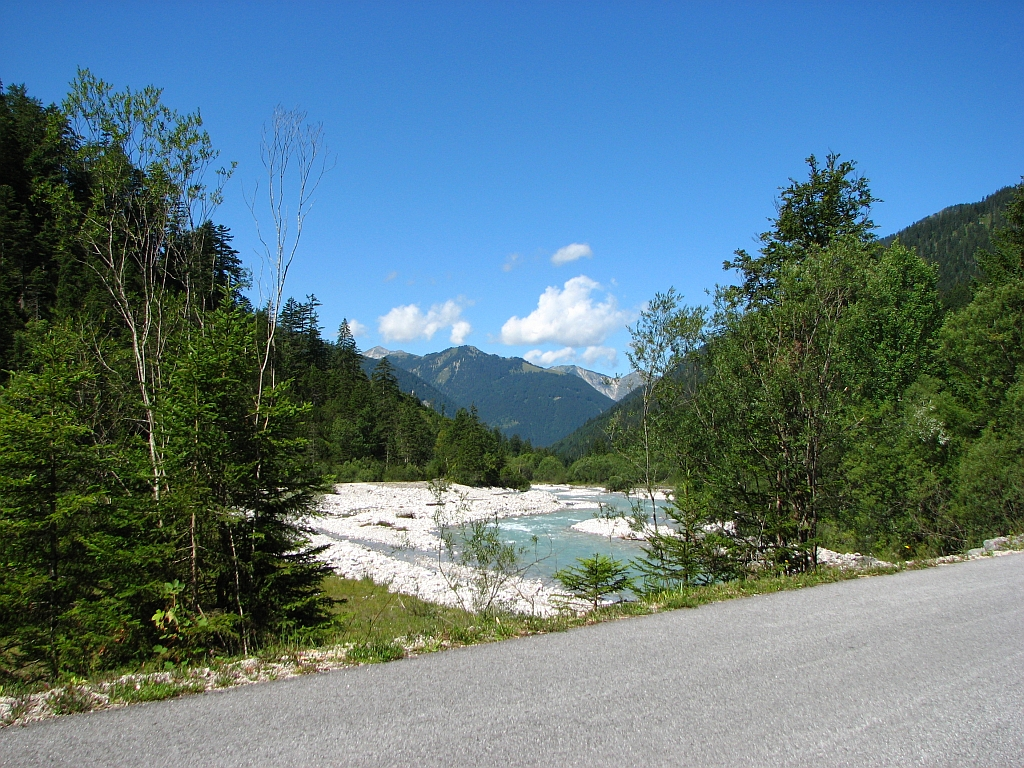
Der Rißbach von der Kreuzbrücke Richtung Hinterriß

## Tier- und Pflanzenwelt
Im Karwendel finden sich die üblichen Tierarten der Nördlichen Kalkalpen; insbesondere kann man in den hohen Karen oft große Gamsrudel beobachten. Im Sonnjochgebiet und auf der Nordkette wurden Steinböcke angesiedelt, die sich gut eingelebt haben. Aus Sicht der Vogelfauna ist das Karwendel ein Gebiet von europäischer Bedeutung. Allein auf österreichischer Seite wurden im Rahmen einer mehrjährigen, umfassenden Vogelkartierung 96 Brutvogelarten nachgewiesen, was circa 2/3 des Tiroler Vogelfauna entspricht. Gerade bei den Felsenbrütern und zahlreichen Waldvögeln wie Spechten und Eulen beherbergt das Karwendel europaweit bedeutende Bestände. Unter den Lurchen ist der Alpensalamander zu nennen, der oberhalb der Soiernseen bei feuchter Witterung recht häufig anzutreffen ist.

## Siedlungen
Die einzige Dauersiedlung innerhalb des Karwendelgebirges ist die Enklave Hinterriß, welche zur Marktgemeinde Vomp und der Achenseegemeinde Eben gehört. Von den zahlreichen Almen liegen einige in Tälern, darunter als die wohl bekannteste die Eng. Über dem Inntal und im Vorkarwendel gibt es aber auch Hochalmen. Im östlichen Vorkarwendel wird im Bereich der Tiefenbachalm am Osthang des Rether Horns (1656 m ü. A.) Ölschiefer abgebaut, allerdings nur zur Kosmetikaproduktion sowie zur Herstellung des sogenannten Tiroler Steinöls und daher in relativ geringen Mengen.

## Naturschutz
Sowohl der Tiroler als auch der bayerische Teil des Karwendels stehen unter Naturschutz. Der Tiroler Anteil am Naturpark Karwendel besitzt eine Größe von 727 km² und bildet somit eines der größten Naturschutzgebiete der Ostalpen. Das direkt angrenzende bayerische Naturschutzgebiet Karwendel und Karwendelvorgebirge misst weitere 190 km². Diese Schutzgebiete sind grenzübergreifend mit Bayern als Natura-2000-Gebiet (sowohl nach Fauna-Flora-Habitat-Richtlinie/FFH als auch nach Vogelschutzrichtlinie) ausgewiesen.
Das Gebiet zeichnet sich besonders durch die große Steinadlerpopulation, die hohe Natürlichkeit des Waldes und des Wildflusssystems Isar aus. Des Weiteren befindet sich dort mit dem Großen Ahornboden für den Alpenraum das größte Vorkommen der sog. „Bergahornweiden“. Im Naturschutzgebiet sind insbesondere Zelten, Feuermachen, die Störung von Wildtieren und das Pflücken von Pflanzen(teilen) verboten.

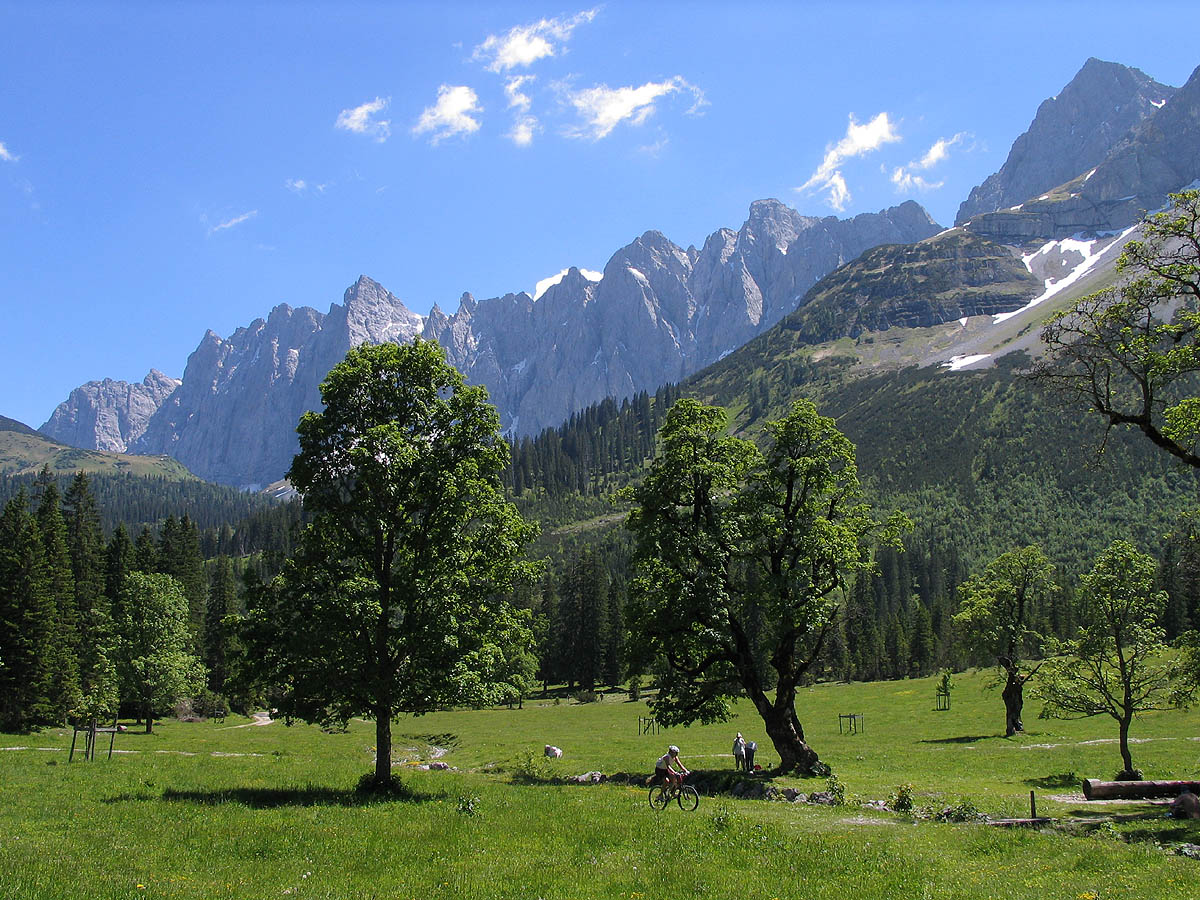
Der Kleine Ahornboden vor der Hinterautal-Vomper-Kette von der Grubenkarspitze bis zur Moserkarspitze
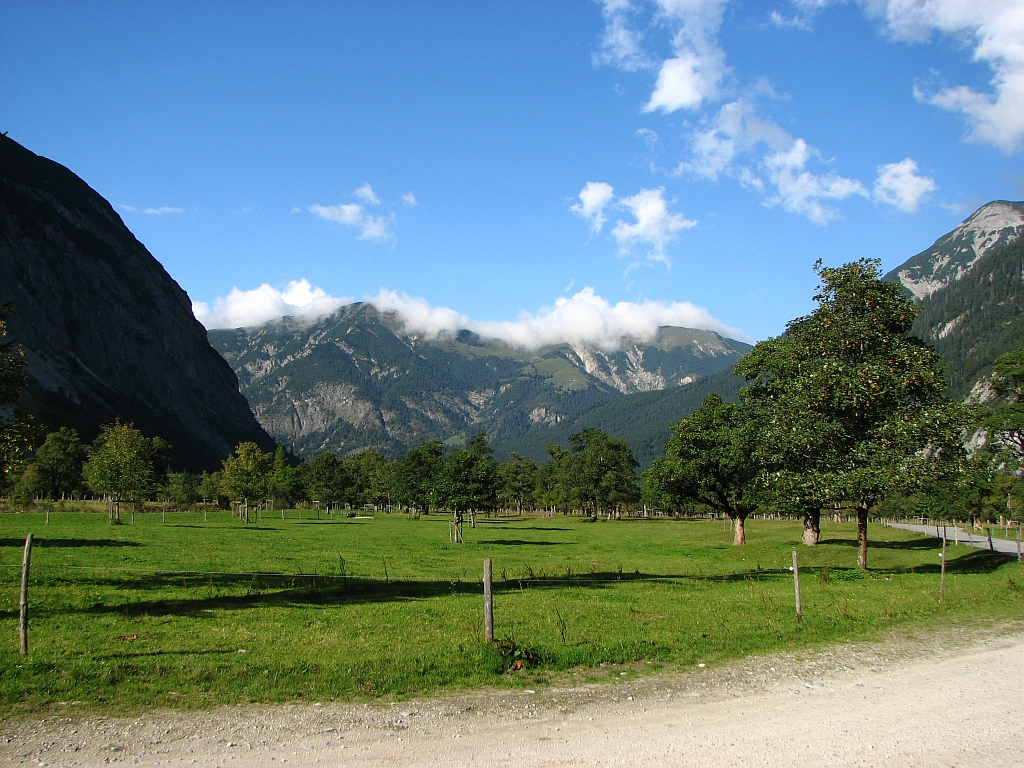
Der Große Ahornboden, Blickrichtung Norden zum Kompar und Satteljoch
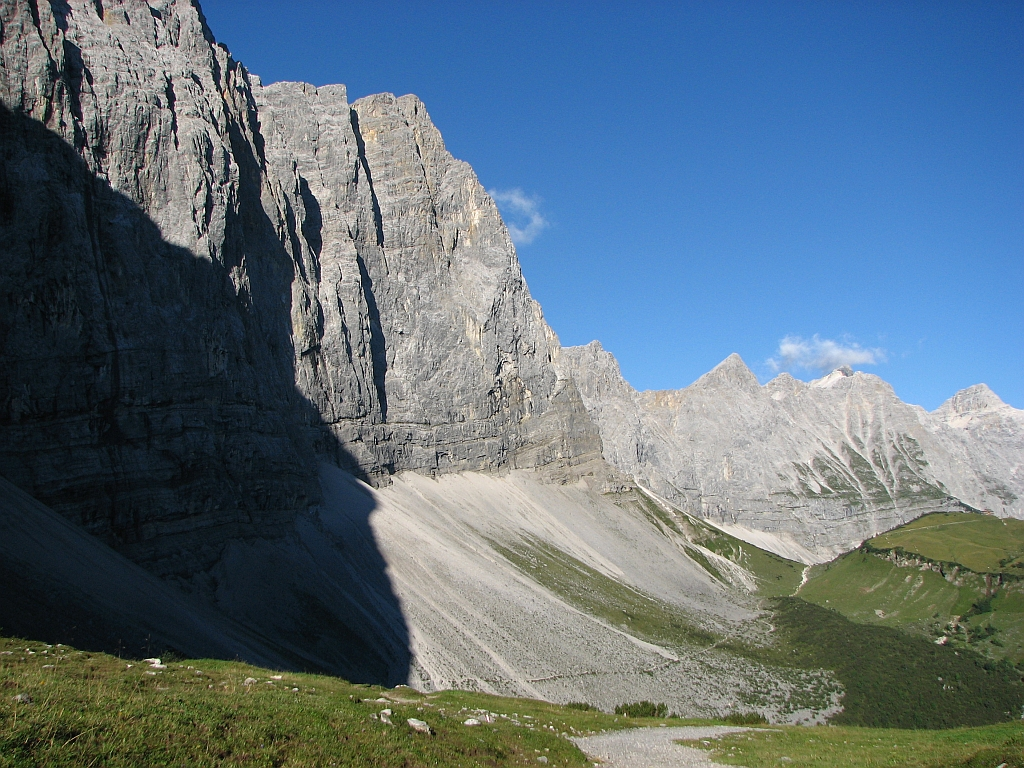
Die Laliderer Wand vom Hohljoch
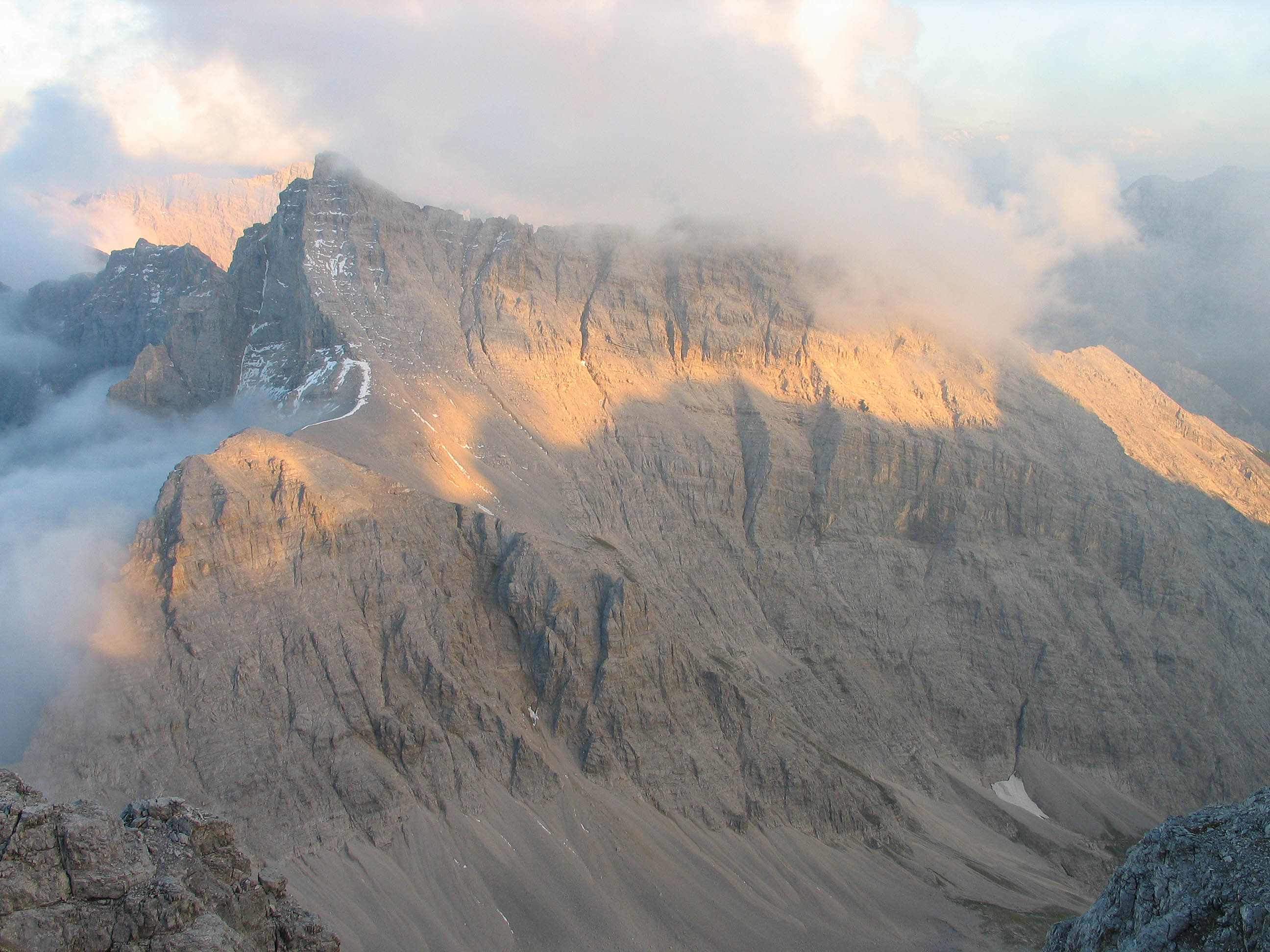
Die Kaltwasserkarspitze von der Birkkarspitze
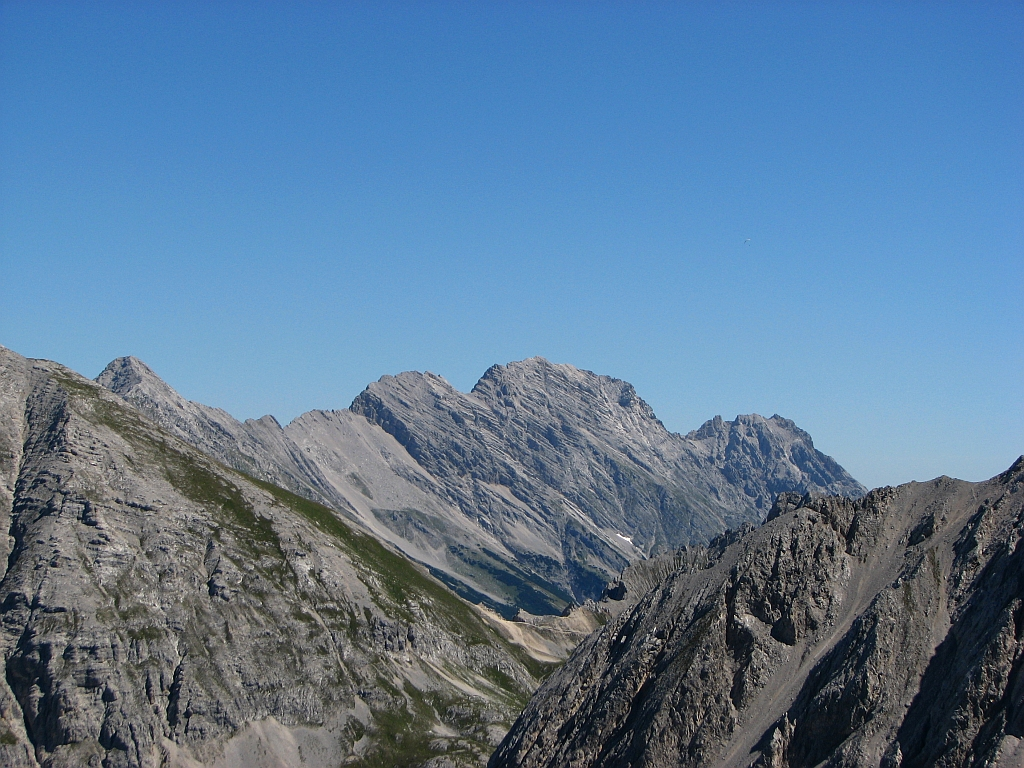
Der Kleine und Große Bettelwurf in der Gleirsch-Halltal-Kette

### Naturpark Karwendel
Der Naturpark Karwendel geht auf eines der ältesten Schutzgebiete der Ostalpen (Banngebiet von 1928) zurück. Mit einer Fläche von 727 km² ist er als Ganzes auch Natura-2000-Gebiet (Sitecode AT3309000).
Der Naturpark bildet sich aus 3 Naturschutz-, 2 Ruhe- und 6 Landschaftsschutzgebieten, und wurde 2009 von der Tiroler Landesregierung zum Naturpark erklärt (LGBl. 26/2009):
- Naturschutzgebiet Karwendel[9]
- Naturschutzgebiet Martinswand[10]
- Naturschutzgebiet Fragenstein[11]
- Ruhegebiet Eppzirl[12]
- Ruhegebiet Achental West[13]
- Landschaftsschutzgebiet Bärenkopf[14]
- Landschaftsschutzgebiet Falzthurntal–Gerntal[15]
- Landschaftsschutzgebiet Großer Ahornboden[16]
- Landschaftsschutzgebiet Martinswand–Solstein–Reither Spitze[17]
- Landschaftsschutzgebiet Nordkette[18]
- Landschaftsschutzgebiet Vorberg (Karwendel)[19]

Seit 2008 ist auf der Tiroler Seite der Trägerverein Naturpark Karwendel mit der Schutzgebietsbetreuung betraut. Mitglieder des Vereins sind die 15 Karwendelgemeinden, fünf Tourismusverbände, die Österreichischen Bundesforste, der Deutsche und Österreichische Alpenverein, die Landwirtschaftskammer Tirol sowie das Land Tirol, auf dessen Initiative die Vereinsgründung zurückgeht. Damit soll eine stärkere Involvierung der Gemeinden und Grundbesitzer und damit schlussendlich eine höhere Akzeptanz für das Schutzgebiet erreicht werden.
Die Arbeitsschwerpunkte des gemeinnützigen Vereins liegen im Bereich „Naturschutz“, „Erholung & Tourismus“, „Umweltbildung“ sowie „Wissen & Forschung“. Dafür wurden 2009 und 2015 umfassende Ziele und Projekte („Karwendelprogramm“) verabschiedet.

### Naturschutzgebiet Karwendel und Karwendelvorgebirge
Ungeachtet dieses Schutzes gibt es auch Erschließungsmaßnahmen, die Kritik hervorgerufen haben (neue Almstraßen, überdimensionierte Almgebäude). Insbesondere die Erschließung des Isar-Ursprungs im Hinterautal im Jahr 2003 hat eine Gegeninitiative zum Schutz des Karwendels auf den Plan gerufen (Jetz werds eng). Umweltschützern ist der starke Autoverkehr in die Eng ein Dorn im Auge. Auf Initiative der Sektionen München und Oberland des Deutschen Alpenvereins wurde die zwischenzeitlich eingestellte Buslinie von Lenggries in die Eng (Bergsteigerbus, RVO-Linie 9569) wiederbelebt. Seit 2020 wurde der Takt durch die finanzielle Unterstützung des DAV an den Wochenenden deutlich verbessert.

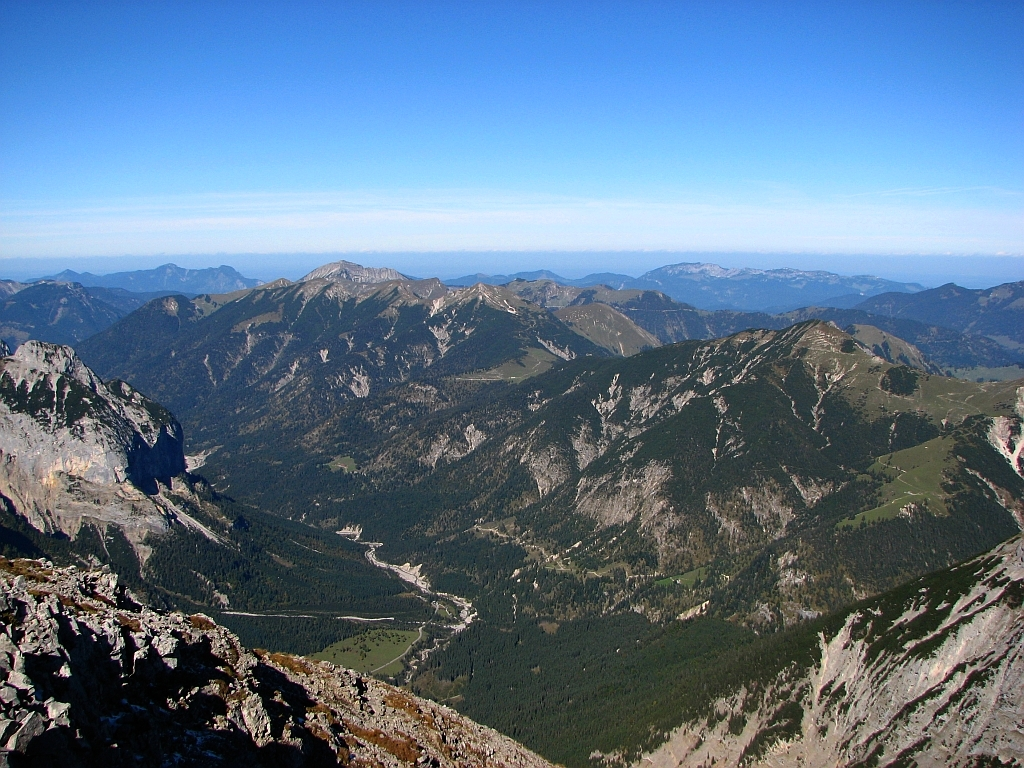
Das westliche Vorkarwendel vom Sonnjoch
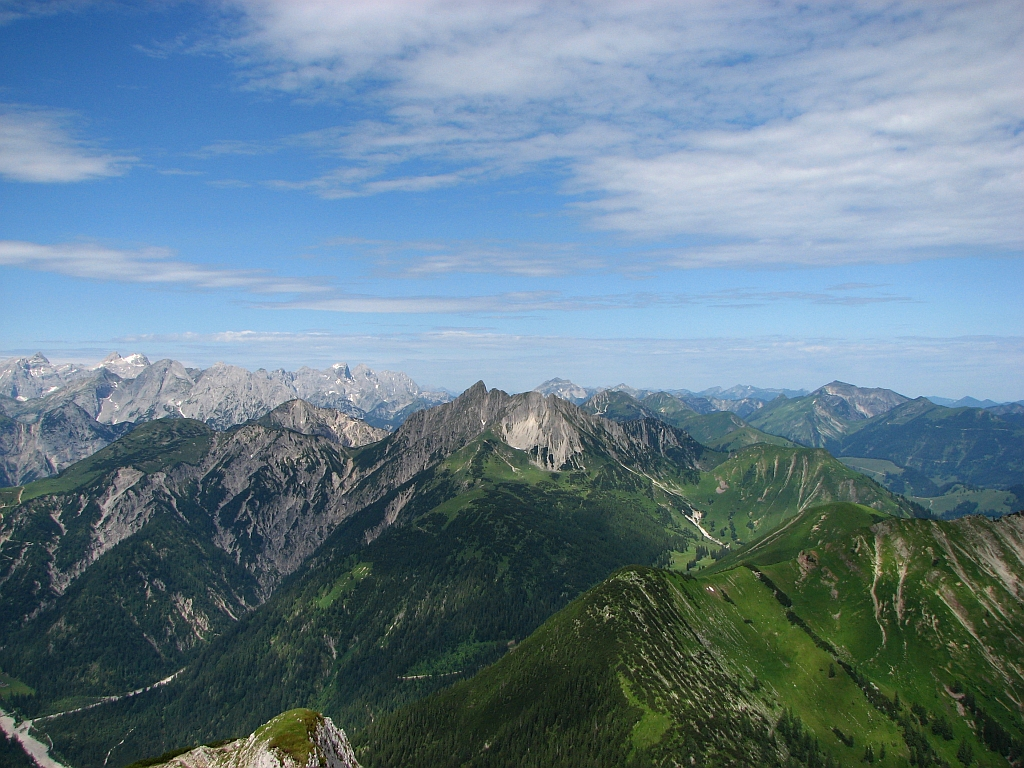
Das Vorkarwendel von der Seebergspitze
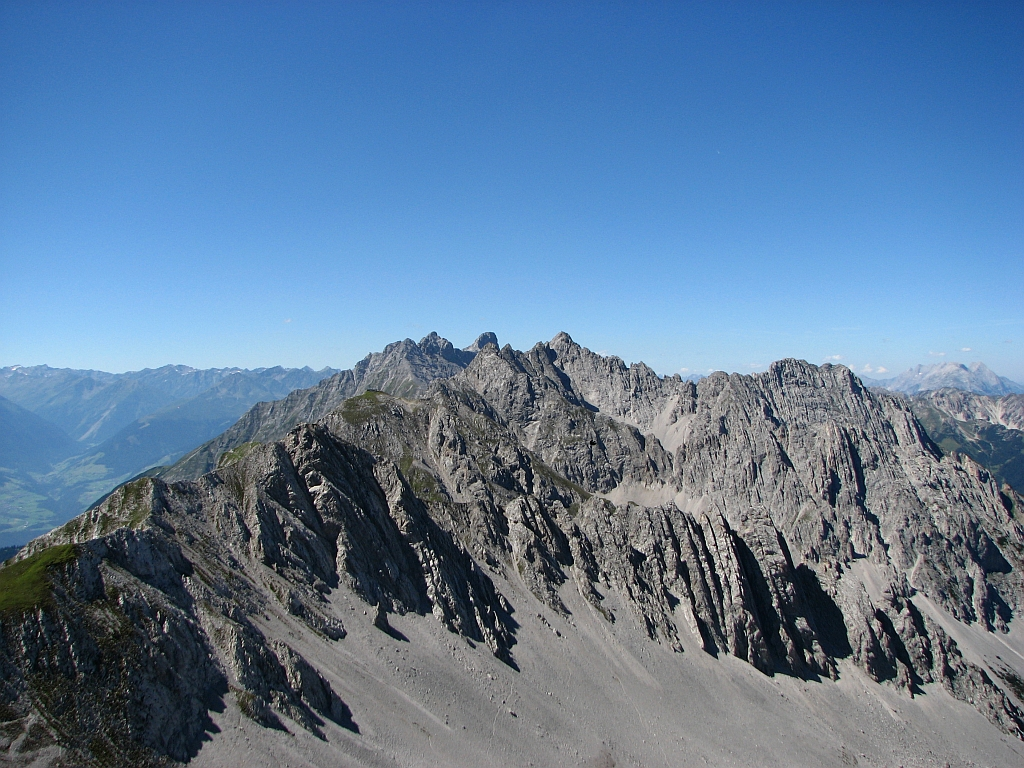
Die Nordkette von der Mandlspitze, Ausblick nach Westen
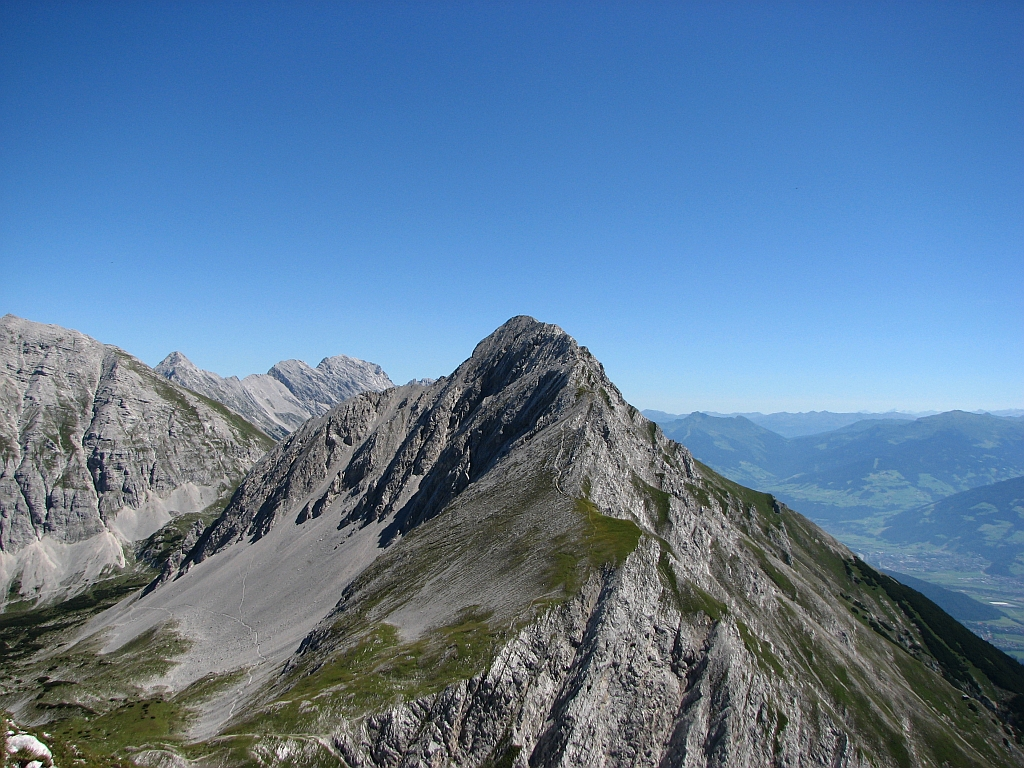
Die Westflanke der Rumer Spitze
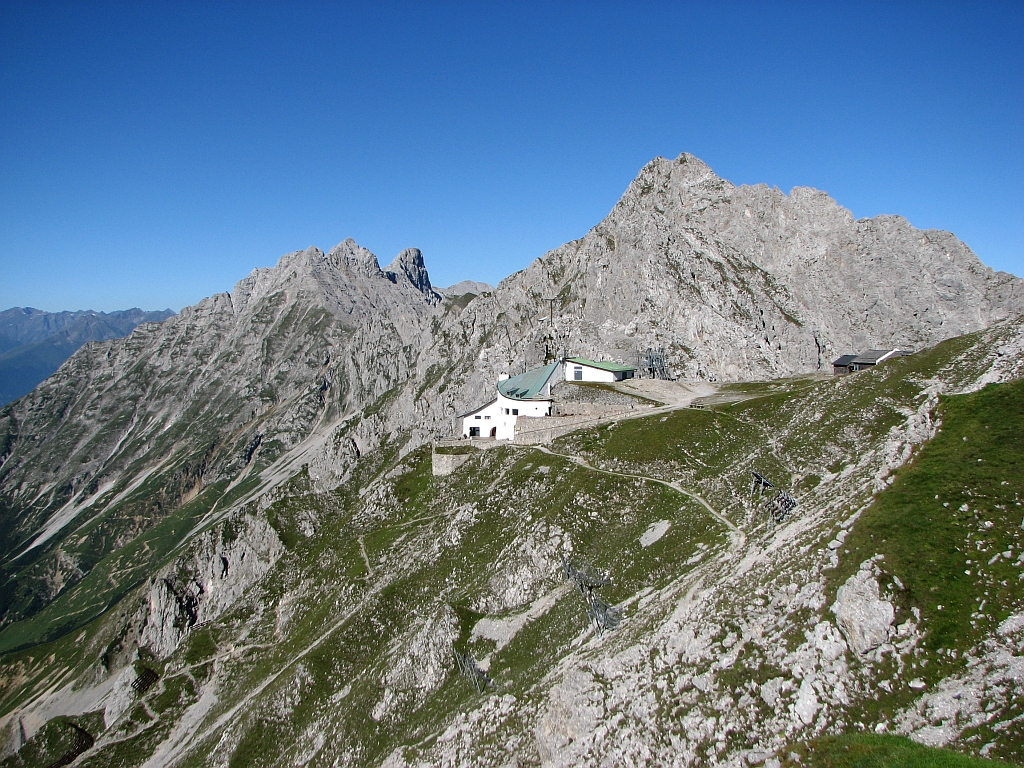
Die Station Hafelekar der Nordkettenbahn

## Tourismus

### Erschließungsgeschichte
- 1843: Markus Vincent Lipold, Haller Berg- und Salinenpraktikant, bestieg mehrere Gipfel, darunter die Speckkarspitze und Pleisenspitze.
- Sommer 1870: Hermann von Barth bestieg als Alleingänger 88 Gipfel (davon zwölf Erstbesteigungen).
- 1888: Heinrich Schwaiger gibt den ersten Karwendelführer heraus.
- 6. Oktober 1901: Otto Melzer und Emil Spötl stürzen beim Versuch der Erstbesteigung der Nordwand der Praxmarerkarspitze tödlich ab (daran erinnert ein Denkmal am Weg zur Sunntigerspitze).
- 9. August 1911: Erstbesteigung der Nordkante der Laliderer Spitze (Herzogkante) durch Otto, Christian und Paula Herzog
- 4. bis 10. März 1969: Erste Winterüberschreitung der gesamten Hinterautal-Vomper-Kette durch Franz Sint, Paul Gürtler und Josl Knoll
- 28. bis 30. Januar 1989: Erste Winterüberschreitung der gesamten Hinterautal-Vomper-Kette im Alleingang durch Heinz Zak[21]

Auch um die Erschließung der Gipfel des Karwendels gab es Konflikte. 2004 wurden Markierungen und Versicherungen an der Dreizinkenspitze (Rossloch) entfernt. Die an der Herzogkante angebrachten Bohrhaken wurden von Unbekannten umgeschlagen. Im Juli 2005 wurden die Gipfelkreuze des Gamsjochs und der Kaltwasserkarspitze aus ihren Verankerungen gebrochen und den Berg hinunter geworfen. Daneben gab es Nacherschließungen von vormals unmarkierten Gipfelanstiegen (Wörner, Gipfel um die Pfeishütte), die Kritik hervorriefen.

### Bergsteigen im Karwendel
Nur wenige Gipfel der beiden mächtigen mittleren Ketten sind durch gute Weganlagen erschlossen. Die meisten anderen Gipfel sind zwar von Süden ohne allzu große klettertechnische Schwierigkeiten erreichbar, die Anstiege durch steile Schrofen, Latschen- und Geröllfelder sind jedoch teilweise weglos. Das Gestein im Karwendel ist vielerorts überaus brüchig.
Im Winter werden die Gipfel des Vorkarwendels (z. B. Schafreuter, Juifen, Schönalmjoch) häufig mit Skiern bestiegen, im Frühjahr und Frühsommer auch die großen Gipfel der Hinterautal-Vomper-Kette (Birkkarspitze, Große Seekarspitze, Pleisenspitze).

### Berghütten
Im Karwendelgebirge werden 25 Berghütten bewirtschaftet, 14 davon sind Alpenvereinshütten des deutschen bzw. österreichischen Alpenvereins. Elf weitere privat betriebene Hütten bieten ebenfalls Übernachtungsmöglichkeiten. Die meisten Hütten sind nur im Sommer (von Mai/Juni bis Oktober) geöffnet, verfügen aber oftmals über Winterräume, die außerhalb der Bewirtschaftungszeit zugänglich sind. Darüber hinaus gibt es noch diverse Selbstversorgerhütten sowie Biwakschachteln, die vorwiegend als Notunterkunft dienen. Hier eine Auswahl:
| - Alpensöhnehütte (Privat) - Bärenbadalm (Privat, 1457 m ü. A., Rauer Knöll-Verzweigung) - Bettelwurfhütte (ÖAV Innsbruck) - Binsalm (Privat, 1502 m ü. A., Sonnjochgruppe) - Birkkarhütte (Notunterstand (Selbstversorger), DAV Männer-Turnverein München) - Biwakschachtel Breitgrieskarscharte - Brunnsteinhütte (DAV Mittenwald) - Dammkarhütte (Privat, Nördliche Karwendelkette) - Eppzirler Alm (Privat) - Falkenhütte (DAV Oberland/München) - Gramaialm-Hochleger (Privat, 1756 m ü. A., Sonnjochgruppe) - Hallerangeralm (Privat, 1774 m ü. A., Hinterautal) - Hallerangerhaus (DAV Schwaben) - Hinterhornalm (Privat) - Hochlandhütte (DAV Hochland/München) - Höttinger Alm (Privat, 1487 m ü. A., Nordkette) - Karwendelhaus (DAV Männer-Turnverein München) | - Biwakschachtel Konrad-Schuster-Biwak (ÖAV Innsbruck) - Krinner-Kofler-Hütte (DAV Mittenwald) - Lamsenjochhütte (DAV Oberland/München) - Mittenwalder Hütte (DAV Mittenwald) - Möslalm (Privat) - Neue Magdeburger Hütte (DAV Geltendorf) - Nördlinger Hütte (DAV Nördlingen) - Oberbrunnalm (Privat) - Pfeishütte (ÖAV Innsbruck) - Pleisenhütte (Privat) - Plumsjochhütte (Privat) - Rotwandlhütte (DAV Neuland/München, 1528 m ü. A., Vorkarwendel) - Seewaldhütte (DAV Achensee, 1582 m ü. A., Vorkarwendel) - Soiernhaus (DAV Hochland/München) - Solsteinhaus (ÖAV Innsbruck) - Tölzer Hütte (DAV Bad Tölz) |

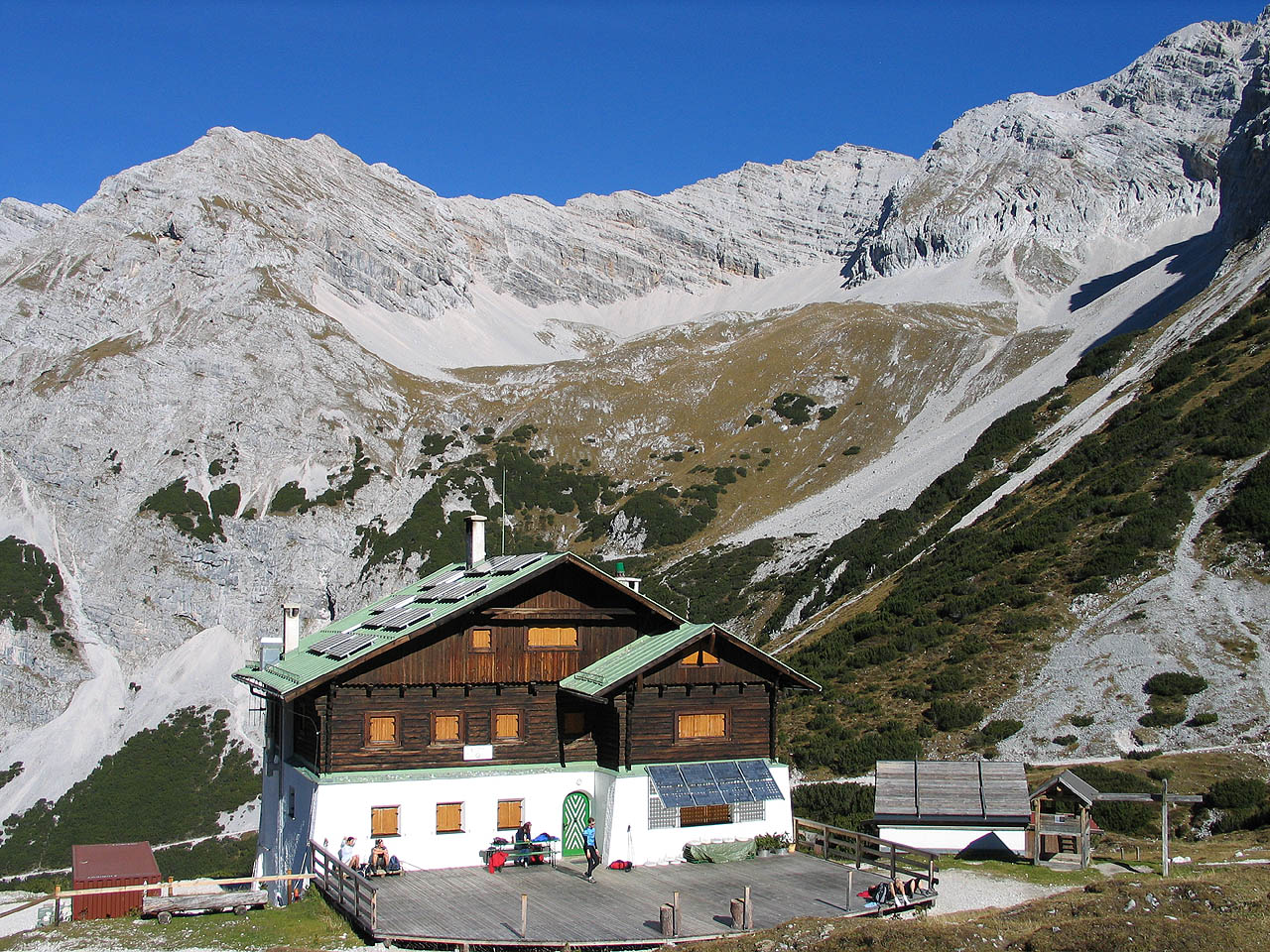
Die Pfeishütte vor dem Sonntagkar, im Hintergrund die Gleirsch-Halltal-Kette
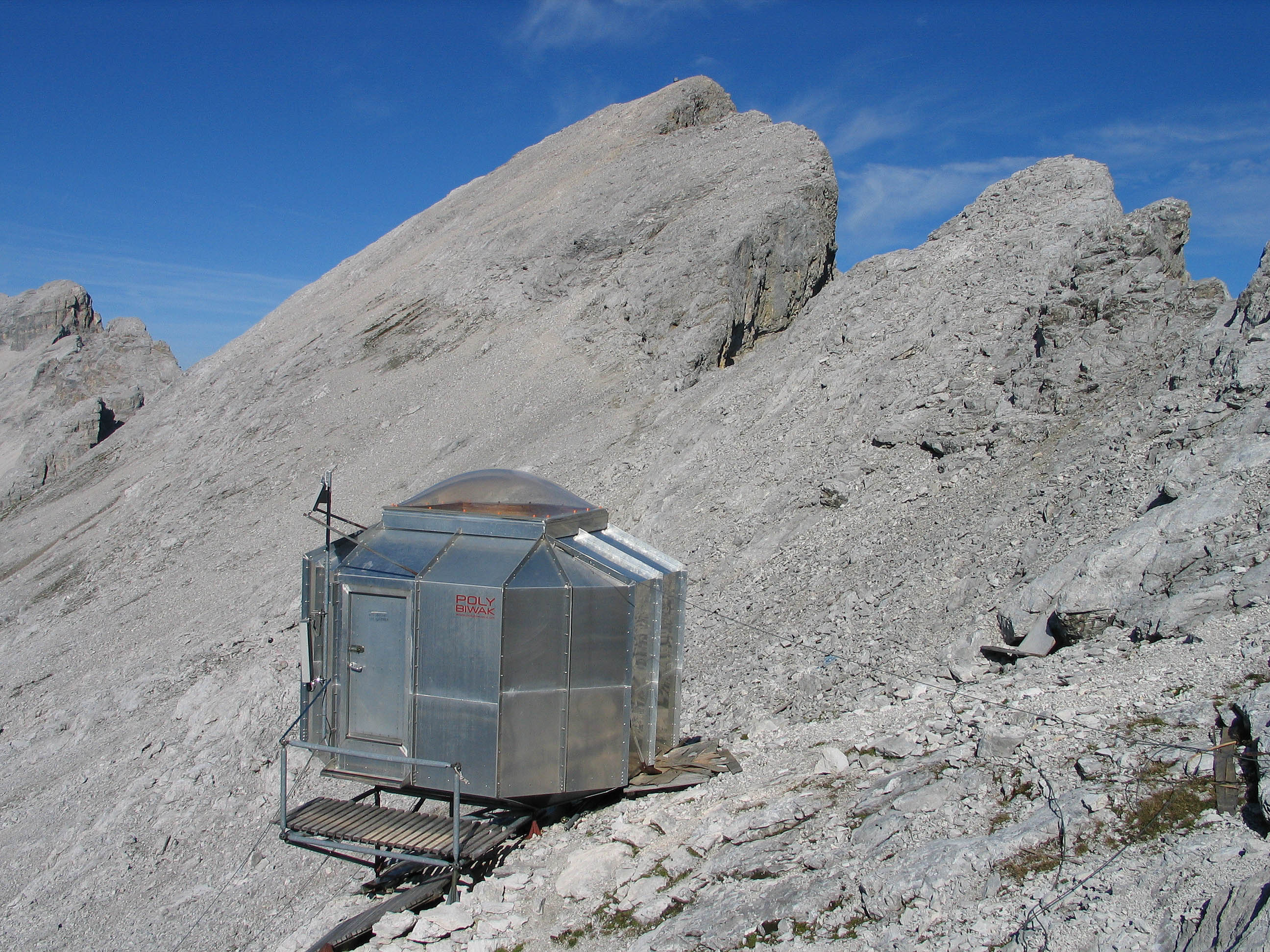
Biwakschachtel bei der Laliderer Spitze
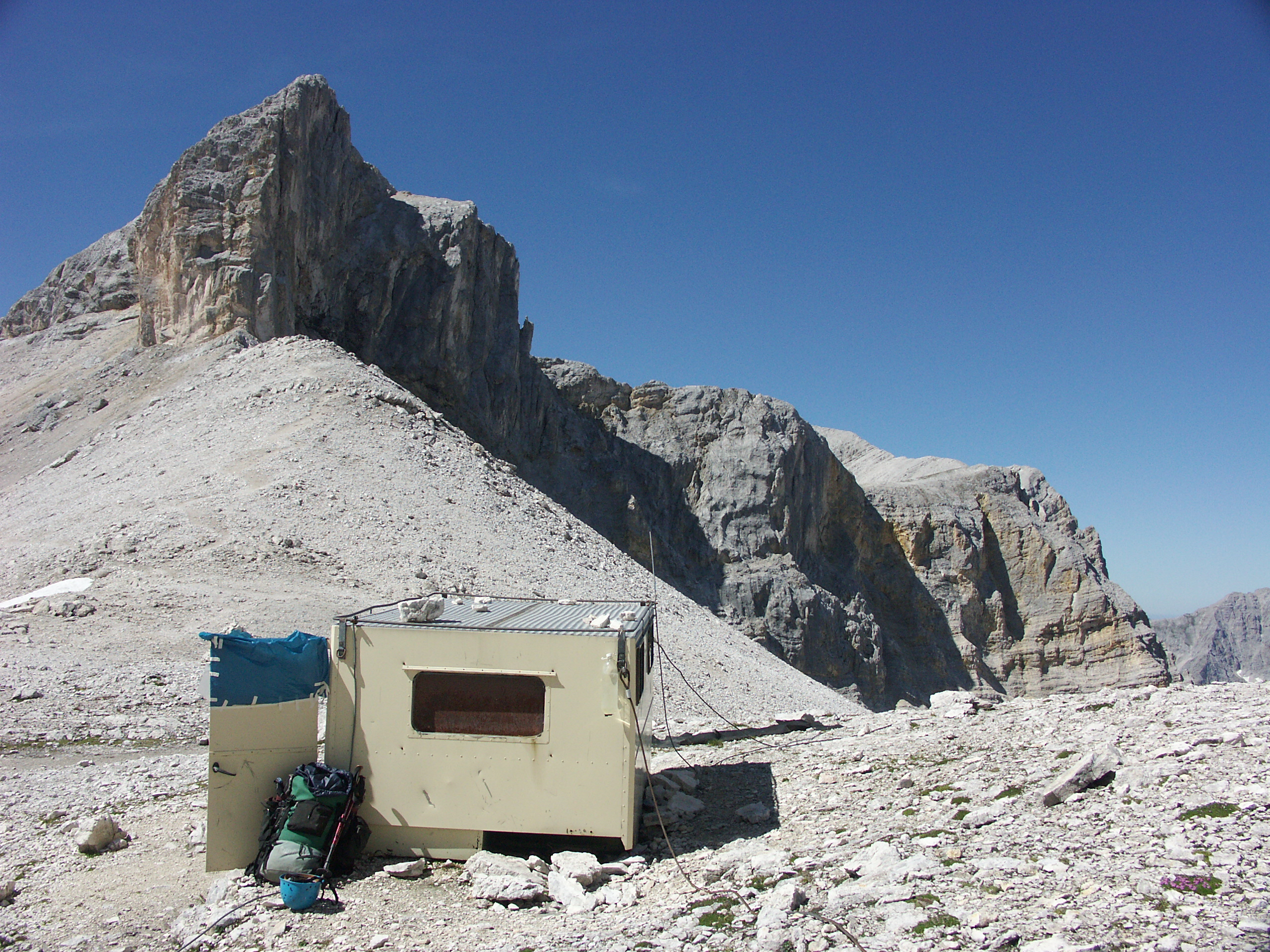
Biwakschachtel bei der Breitgrieskarscharte
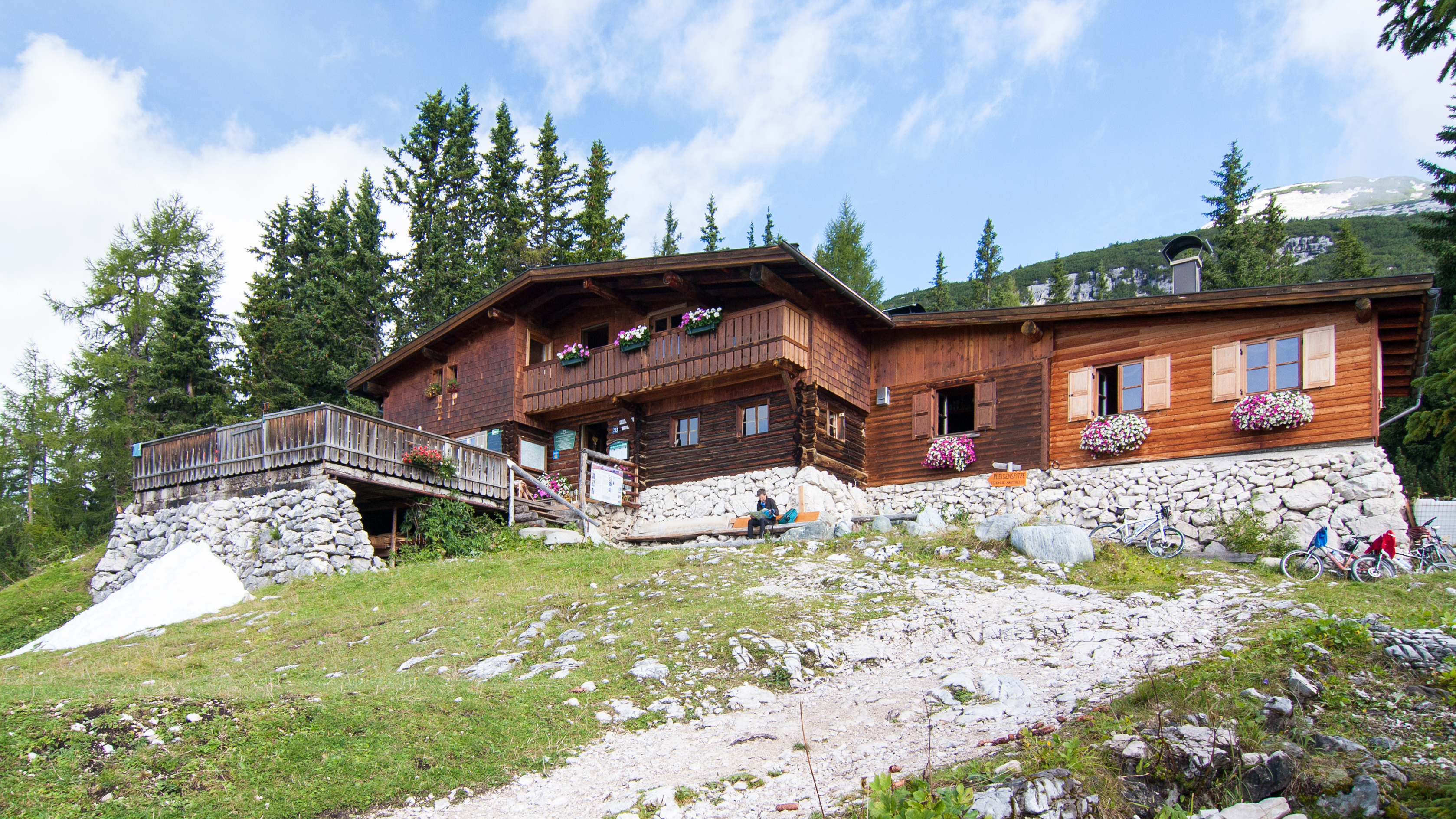
Die Pleisenhütte im Sommer 2010
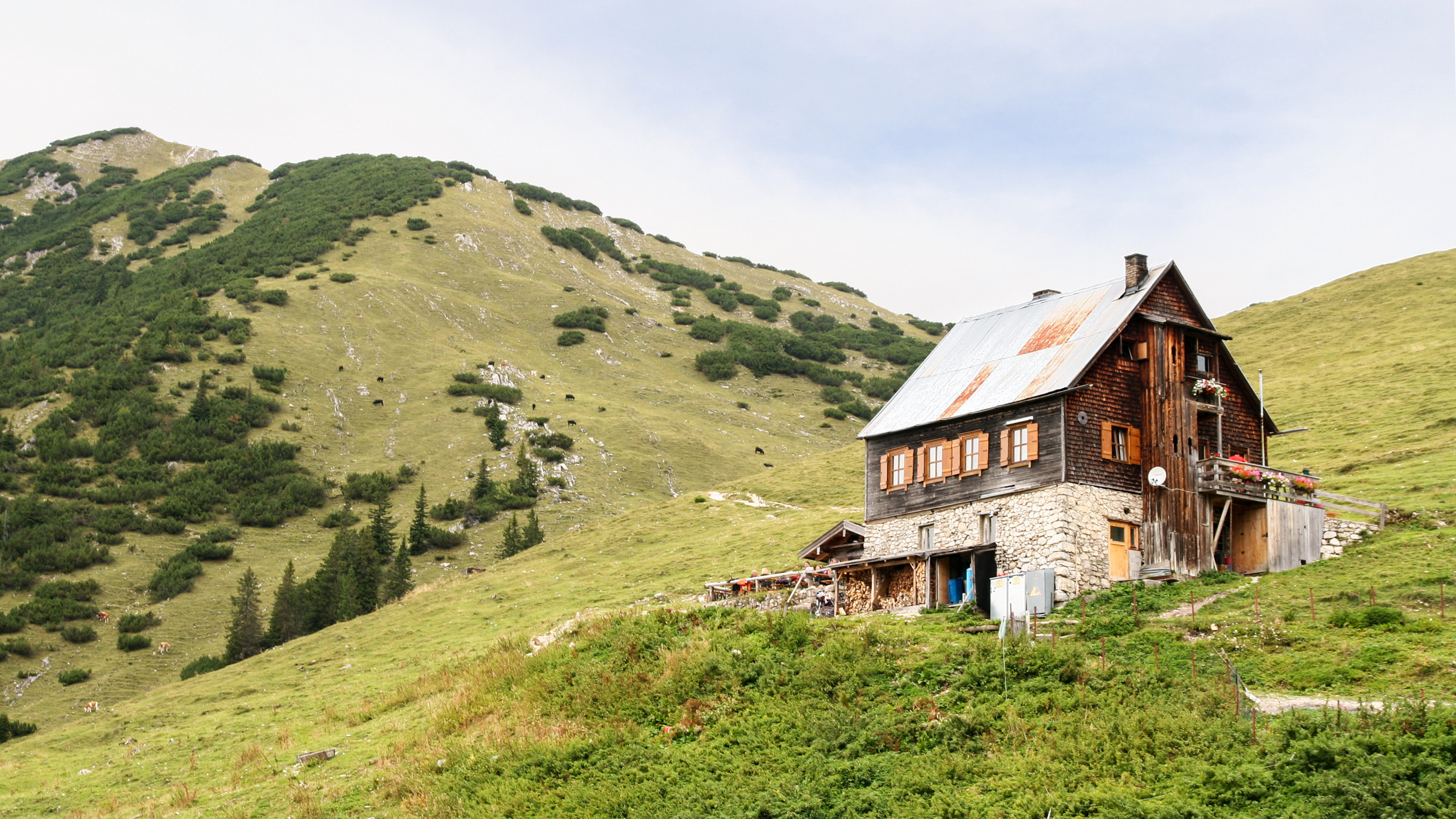
Die Plumsjochhütte im Sommer 2006

### Klettersteige
Im Karwendel gibt es einige gesicherte Gipfelanstiege und Klettersteige aller Schwierigkeitsgrade:
- Mittenwalder Höhenweg von der Westlichen Karwendelspitze zur Tiroler Hütte (Nördliche Karwendelkette)
- Herzogensteig in der Soierngruppe
- Brendelsteig in der Hinterautal-Vomper-Kette
- Freiungen-Höhenweg und Steig auf die Reither Spitze in der Erlspitzgruppe
- Zirler Klettersteig auf die Erlspitze (Erlspitzgruppe)
- Kaiser-Max-Klettersteig durch die Martinswand in der Nordkette (schwierigster Klettersteig im Karwendel)
- Julius-Pock-Weg auf die Vordere Brandjochspitze in der Nordkette
- Innsbrucker Klettersteig von der Bergstation Hafelekar der Nordkettenbahn zum Frau Hitt-Sattel (Nordkette)
- Klettersteig auf den Großen und Kleinen Bettelwurf in der Gleirsch-Halltal-Kette
- Felix-Kuen-Steig auf den Hundskopf in der Gleirsch-Halltal-Kette
- Klettersteige auf die Lamsenspitze und den Hochnissl in der Hinterautal-Vomper-Kette
- Gjaidsteig in der Nördlichen Karwendelkette

### Fern- und Weitwanderwege
Die Via Alpina, ein grenzüberschreitender Weitwanderweg mit fünf Teilwegen durch die ganzen Alpen, verläuft auch durch das Karwendel. Der Rote Weg der Via Alpina verläuft mit drei Etappen durch das Karwendel:
- Etappe R41 führt von Schwaz im Inntal zur Lamsenjochhütte.
- Etappe R42 verläuft von der Lamsenjochhütte über das Hohljoch zur Falkenhütte.
- Etappe R43 verläuft von der Falkenhütte über das Karwendelhaus nach Scharnitz.

Der Traumpfad München-Venedig führt ebenfalls durch das Karwendel. Dies ist zwar kein offizieller Weitwanderweg, der im Jahr 1977 zum ersten Mal propagierte Weg hat jedoch inzwischen einen größeren Bekanntheitsgrad erlangt als so mancher von Wandervereinigungen oder öffentlichen Institutionen geschaffene Weitwanderweg.
- Der 5. Tag des Traumpfads führt von der Jachenau in den Bayerischen Voralpen nach Hinterriß im Karwendel.
- Der 6. Tag führt von Hinterriß über den Kleinen Ahornboden zum Karwendelhaus.
- Der 7. Tag führt vom Karwendelhaus über den Schlauchkarsattel und das Hinterautal zum Hallerangerhaus. Von allen Etappen des Traumpfads zwischen München und Venedig ist dies die herausforderndste, weshalb sie auch Königsetappe genannt wird.
- Der 8. Tag führt vom Hallerangerhaus über das Lafatscher Joch nach Hall in Tirol.

### Verkehrserschließung
Im Süden wird das Karwendel durch das Inntal mit der Landeshauptstadt Innsbruck und ihrer Agglomeration begrenzt, das die wichtigste Verkehrsachse (Autobahn, Bahn und Flughafen) in Tirol bildet. Gut ausgebaute Straßen erschließen auch die West- (Mittenwald, Scharnitz), Nord- (Vorderriß, Fall) und Ostseite (Achensee, Pertisau, Achenkirch) des Gebirges.
Nur eine öffentliche Straße führt von Norden (Vorderriß) über Hinterriß in das Herz des Gebirges zum Großen Ahornboden. Diese Straße ist ganzjährig bis Hinterriß befahrbar, der weitere Abschnitt bis in die Eng ist mautpflichtig und nur von Mai bis zum Wintereinbruch geöffnet. Von Pertisau am Achensee können das Falzthurntal sowie das Gerntal auf einer mautpflichtigen Straße von Mitte Mai bis Ende Oktober befahren werden. Die Täler bieten für Bergsteiger gute Ausgangsmöglichkeiten für Unternehmungen in der Sonnjochgruppe und der östlichen Hinterautal-Vomper-Kette bzw. im Vorkarwendel.
Die großen Ost-West-Täler sind durch gute, geschotterte Forstwege erschlossen, aber für den motorisierten Verkehr gesperrt (ausgenommen sind Anrainer, Forstbetriebe und der Taxiservice von Scharnitz) und entsprechend beliebt bei Mountainbikern. Das Hinterautal, in welchem die Isar entspringt, ist von Scharnitz aus bis zur bewirtschafteten Kastenalm über eine Länge von 14 km gut mit dem Mountainbike befahrbar. Die weiterführende Strecke von der Kastenalm bis zum Hallerangerhaus hingegen stellt sehr hohe Ansprüche an die Kondition und ist nur für ausreichend geübte Mountainbiker geeignet.
Mit öffentlichen Verkehrsmitteln bzw. bei Anreise mit dem PKW ist das Karwendel auf der West- und Südwestseite recht gut erreichbar. Insbesondere Gipfelziele in der Gleirsch-Halltal-Kette, der Hinterautal-Vomper-Kette sowie der Nördlichen Karwendelkette sind als Tagestouren von Scharnitz bzw. von Hinterriß in Verbindung mit einer Mountainbiketour durch die Täler erreichbar. Die Mittenwaldbahn (auch Karwendelbahn) von Innsbruck nach Garmisch erschließt die Westseite mit den Bahnhöfen Mittenwald, Scharnitz, Gießenbach, Seefeld in Tirol und Hochzirl. Die schmalspurige Achenseebahn führt von Jenbach zum Bahnhof Seespitz am Achensee, Zugbetrieb erfolgt zwischen Mai und Anfang November. Ganzjährige Buslinien verkehren von Tegernsee zum Achensee bis nach Pertisau und vom Bahnhof Jenbach im Inntal nach Pertisau. In den Sommermonaten fährt eine Buslinie (Stand 2024 MVV-Linie 369) von Lenggries bis in die Eng.

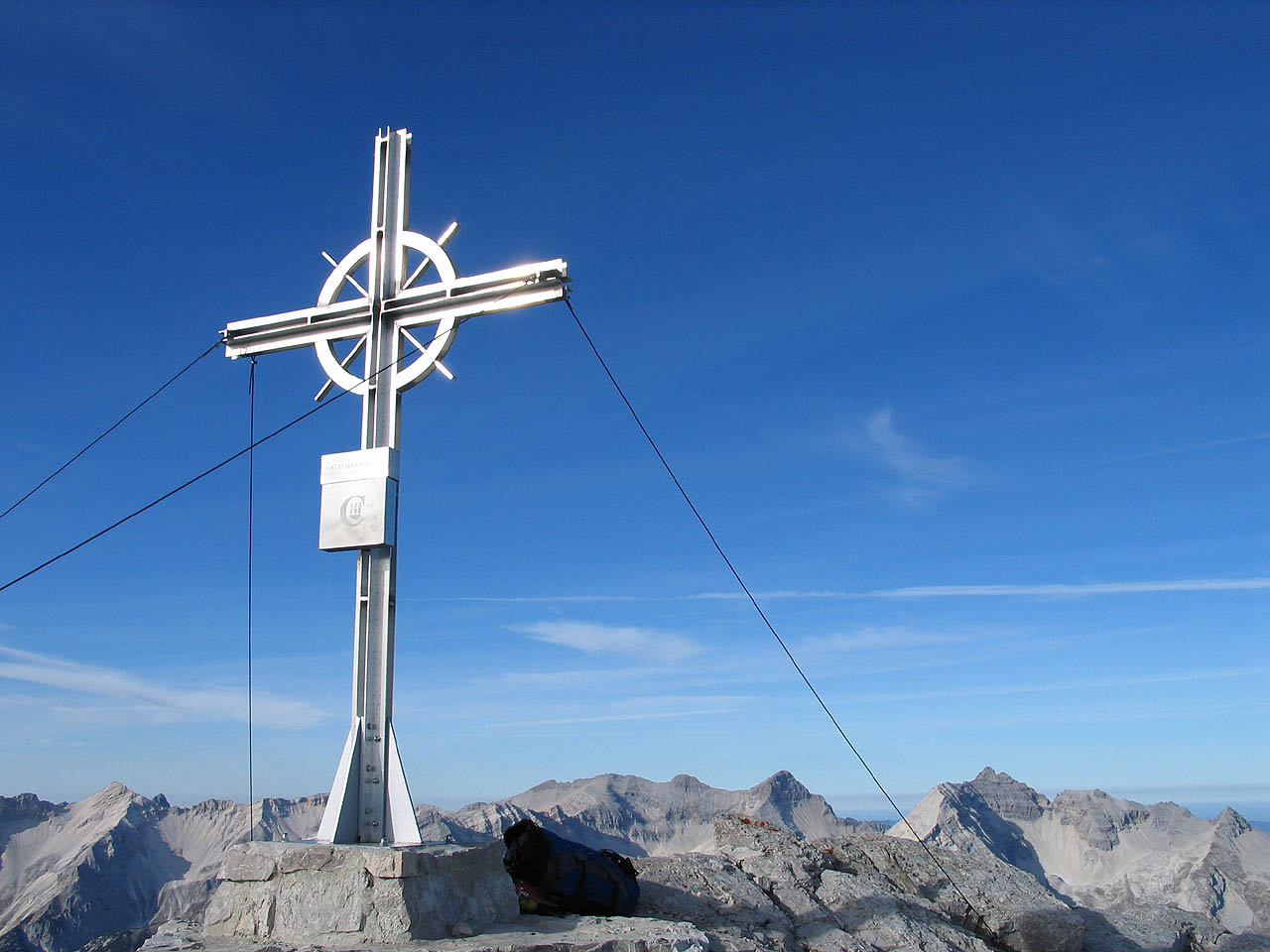
Neues Gipfelkreuz auf der Hinteren Bachofenspitze
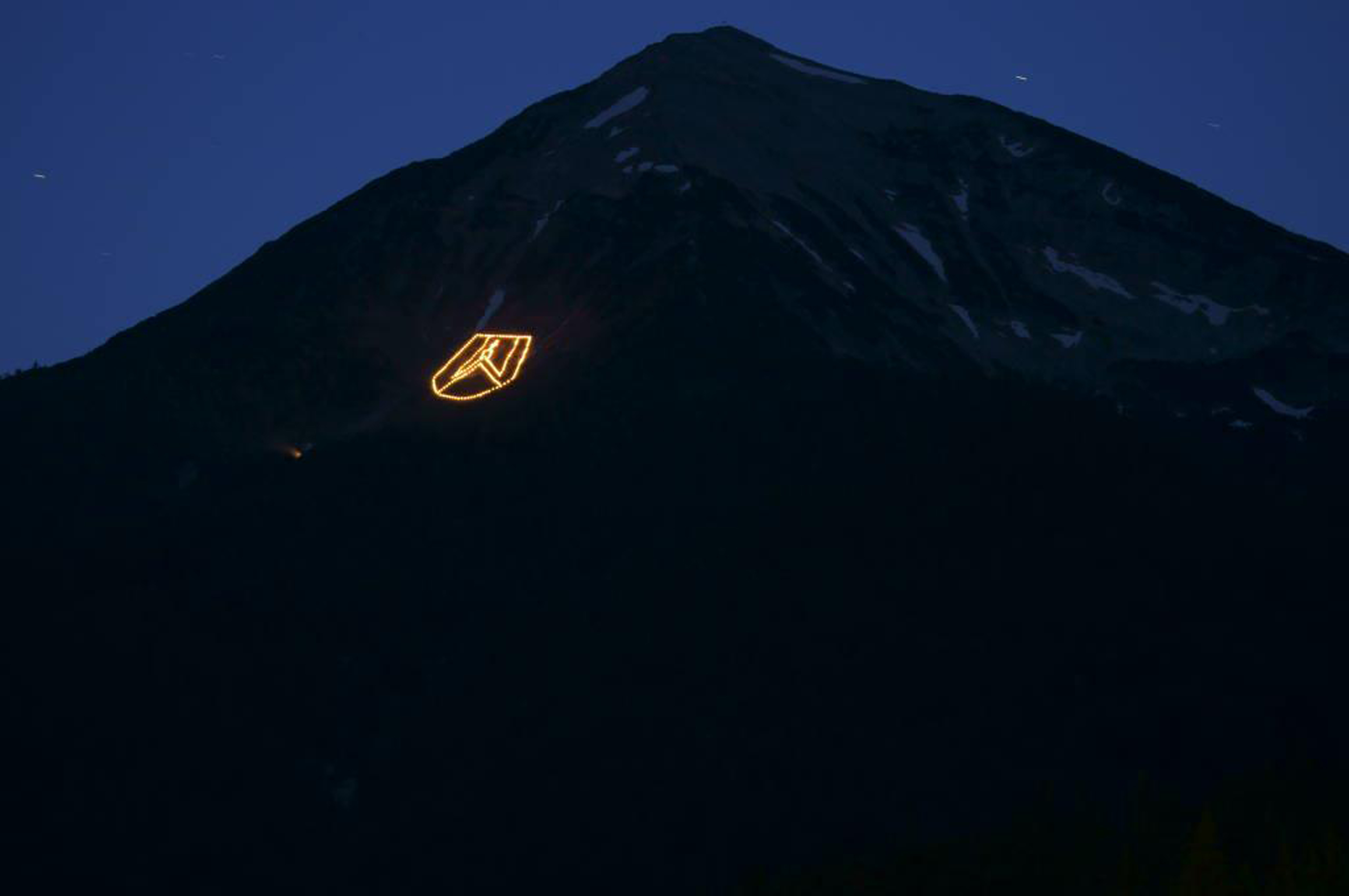
Herz-Jesu-Feuer auf dem Seekar in der Nähe von Achenkirch
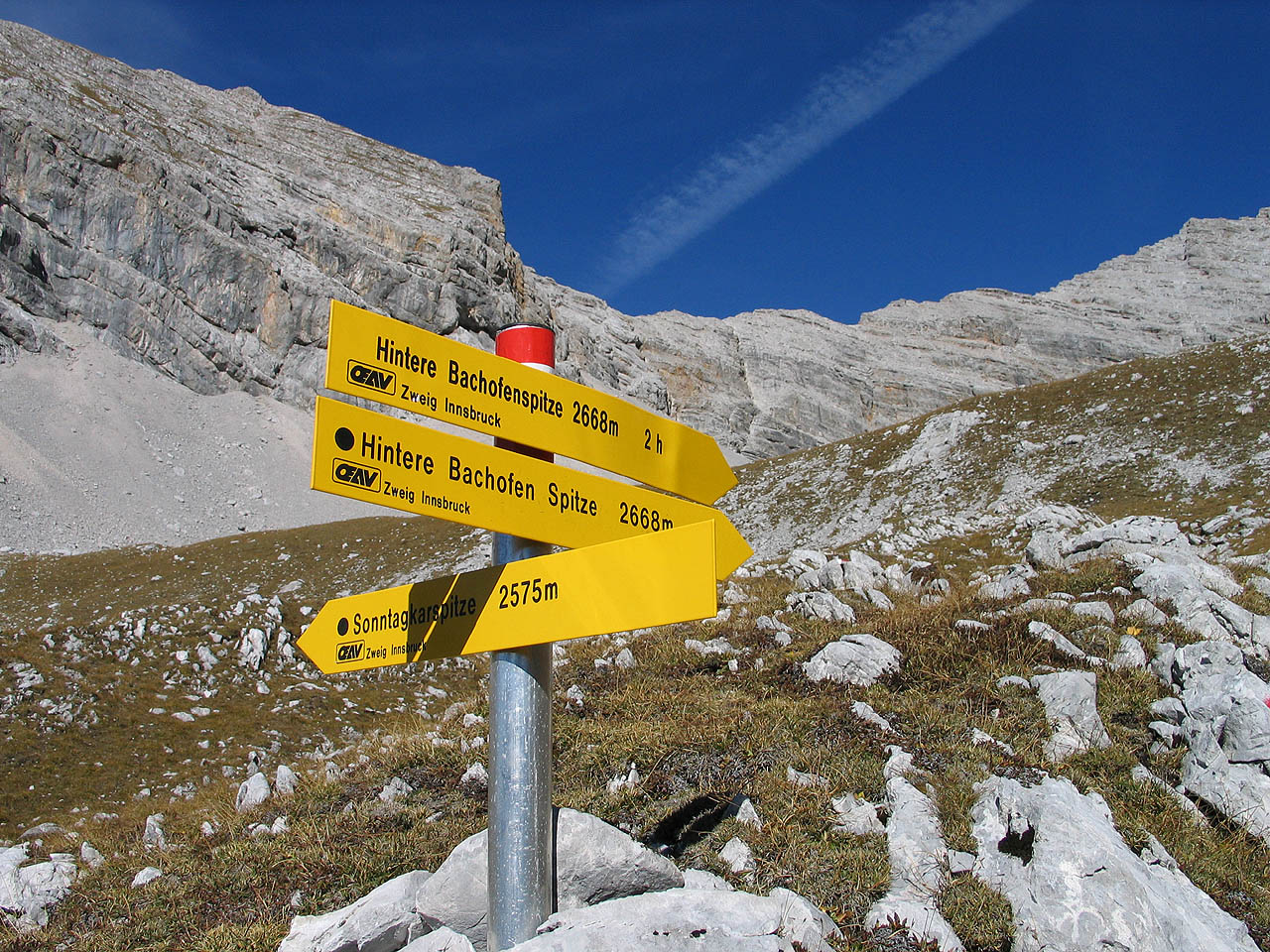
Neuer Wegweiser im Sonntagkar
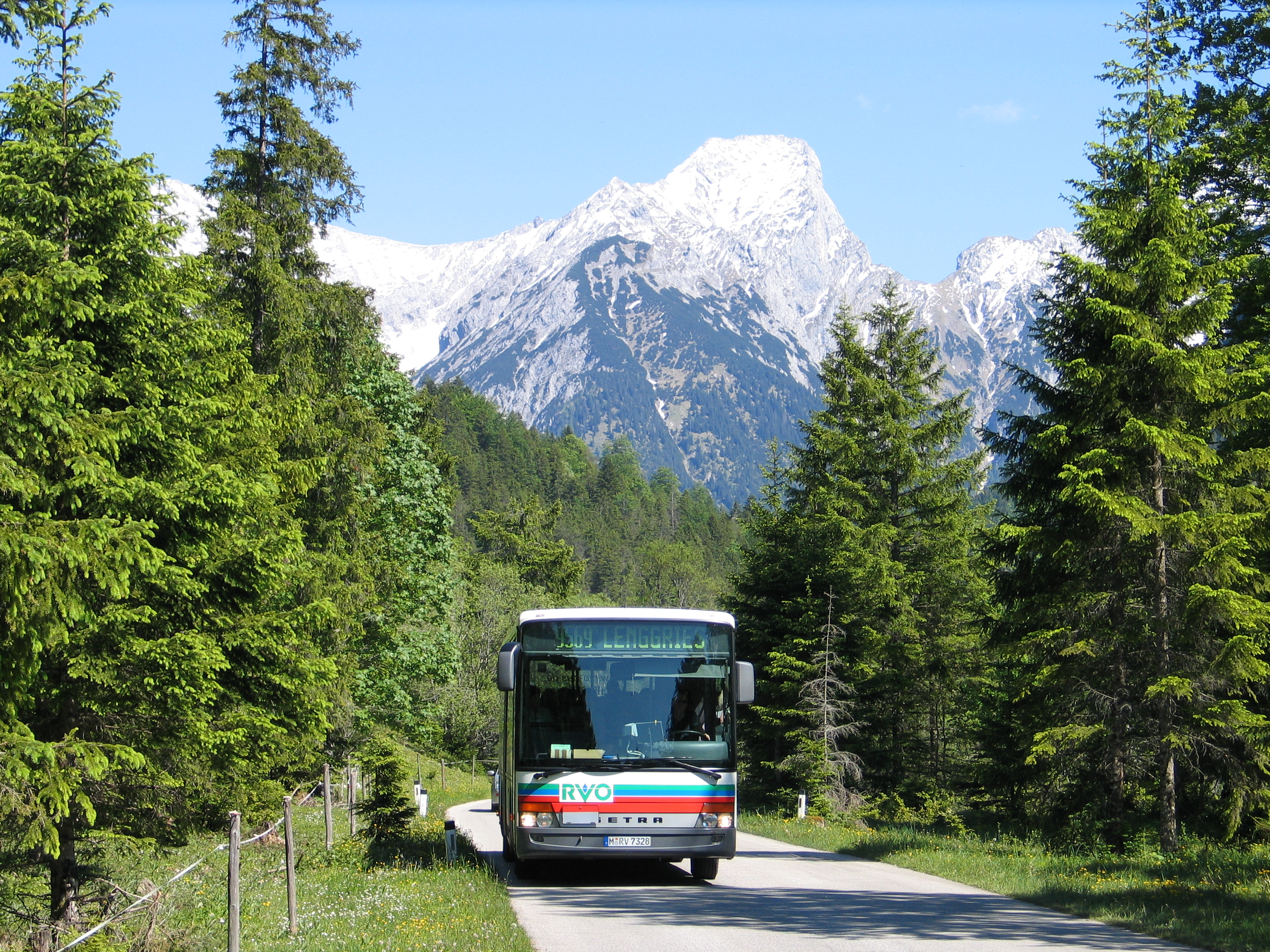
RVO-Bus im Rißtal vor der Schaufelspitze
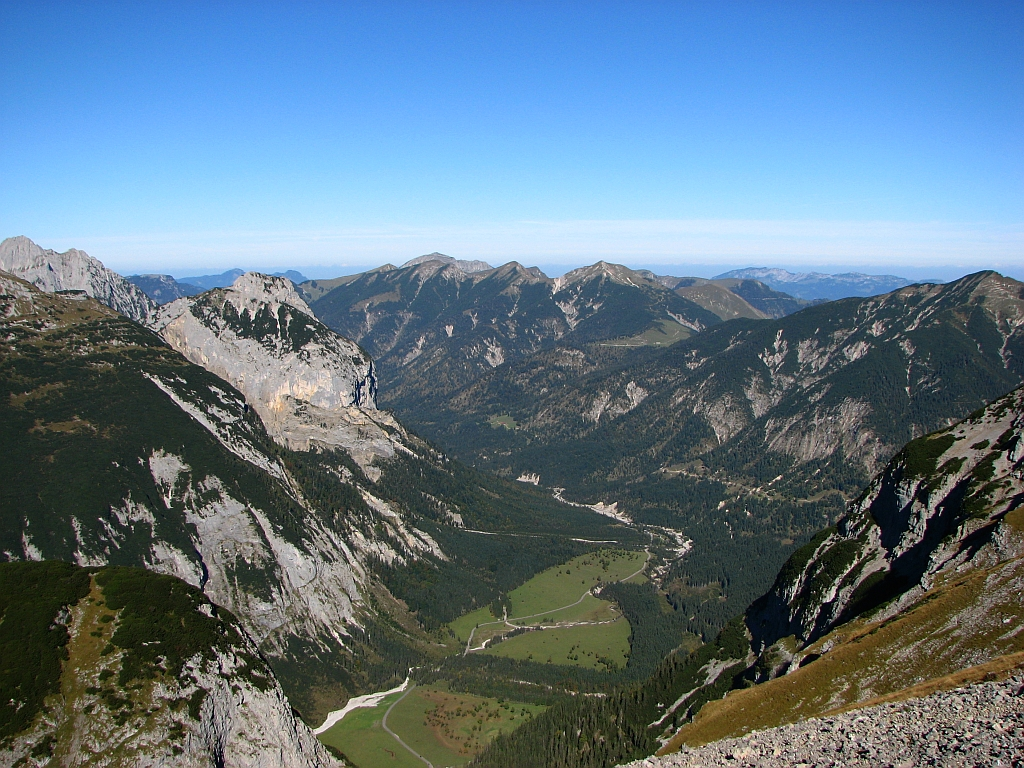
Der nördliche Ahornboden von der Sonnjoch-Westflanke

### Bergbahnen
Luftseilbahnen

Von Mittenwald führt eine Luftseilbahn, die Karwendelbahn, hoch zum Fuß der Westlichen Karwendelspitze, dem Ausgangspunkt des Mittenwalder Höhenwegs. Im Winter ist die Abfahrt mit Skiern durch das Dammkar möglich. Die Route wird nicht präpariert, aber gegen Lawinen gesichert (Sprengungen, ggf. Sperrung).
Vom Innsbrucker Stadtteil Hungerburg führt die Nordkettenbahn in zwei Sektionen über die Seegrube zur Hafelekarspitze.
Westlich von Achenkirch befindet sich das Wintersportgebiet Hochalmlifte Christlum, das einige Sesselbahnen und Schlepplifte bietet.
Von Pertisau führt die Karwendel-Bergbahn, eine Gondelbahn, welche ein Wander- bzw. Wintersportgebiet nördlich des Bärenkopfs erschließt, auf den Zwölferkopf.
Standseilbahnen

Im Karwendel gibt es zwei Standseilbahnen.
- Die Hungerburgbahn verbindet die Innsbrucker Innenstadt über eine geschwungene Trasse mit dem Stadtteil Hungerburg am Berghang nördlich des Inns, wo sich die Talstation der Nordkettenbahn befindet.
- Von Seefeld führt eine Standseilbahn zur Rosshütte. Von dort führen Luftseilbahnen weiter zum Seefelder Joch und zum Härmelesgrat.